# Maria Sharapova
Maria Yourievna Sharapova (en russe : Мари́я Ю́рьевна Шара́пова, translittération internationale : Marija Jurjevna Šarapova), née le 19 avril 1987 à Niagan en Sibérie (Russie), est une joueuse professionnelle de tennis russe dont la carrière internationale s'étend de 2001 à 2020.
Elle est la première Russe à réussir plusieurs performances majeures sur le circuit féminin. Tout d'abord, elle est la première Russe à remporter Wimbledon lors de l'édition 2004. Le 22 août 2005, elle devient la 16e joueuse de l'histoire et la première Russe à devenir no 1 mondiale au classement WTA. Elle est ensuite la première joueuse de son pays à s'imposer à l'Open d'Australie en 2008. Enfin, elle est la 10e joueuse de l'histoire (la 6e de l'ère Open) et la première Russe à remporter les quatre tournois du Grand Chelem en simple durant sa carrière : Wimbledon 2004, US Open 2006, Open d'Australie 2008 et Roland-Garros 2012 et 2014. Meilleure joueuse russe de l'histoire du tennis, elle compte également à son palmarès une médaille d'argent olympique, remportée à Londres en 2012. Elle participe à la victoire de la Russie dans la Fed Cup en 2008.
Le 8 juin 2016, Maria Sharapova est suspendue pour deux ans par la Fédération internationale de tennis, après avoir été contrôlée positive au meldonium en janvier, lors de l'Open d'Australie, suspension finalement ramenée à quinze mois après un appel effectué auprès du Tribunal Arbitral du Sport qui déclare qu'elle n'a pas consommé de produit dopant volontairement et d’une quantité minime, qui ne constitue donc pas un dopage. Elle fait son retour sur le circuit en avril 2017. Malgré un titre remporté et une place dans le top 25 temporairement retrouvée en 2018, les blessures à répétition ont raison de sa constance et ainsi de son classement. Le 26 février 2020, elle annonce finalement mettre fin à sa carrière après dix-neuf années passées sur le circuit professionnel, à l'âge de 33 ans.

## Biographie
Ses parents, Youri et Yelena Sharapov, tous deux Russes bien qu'originaires de Homiel en Biélorussie, ont décidé de revenir en Russie en 1986, alors que Yelena est enceinte de Maria, au lendemain de la catastrophe nucléaire de Tchernobyl (Ukraine) dont ils craignaient les effets. Ils s'installent alors à Nyagan, en Sibérie.
Alors que Maria est âgée de deux ans, la famille déménage à Sotchi où son père se lie d'amitié avec Alexandre Kafelnikov (le père de Ievgueni Kafelnikov), qui offrira à Maria sa première raquette de tennis pour ses quatre ans. C'est à la suite de ce cadeau qu'elle est initiée à ce sport par Iouri Ioudkine. Deux ans plus tard, elle se rend à une exhibition sportive donnée par Martina Navrátilová à Moscou et a l'occasion d'échanger quelques balles avec elle. La grande championne, qui voit en Maria un grand potentiel, recommande à son père de l'envoyer en Floride dans le célèbre camp d'entraînement de Nick Bollettieri. Elle part finalement aux États-Unis en 1995 et est prise en charge par Robert Lansdorp.
Youri Sharapov emprunte la somme nécessaire et ils partent aux États-Unis en 1994. Des restrictions de visa empêchent sa mère de les suivre et elle devra patienter deux ans avant de pouvoir les rejoindre. Arrivant en Floride avec des économies de 700 $ US, le père de Sharapova a pris divers emplois peu rémunérés, y compris des plonges ou emplois ménagers, pour financer les cours de sa fille jusqu'à ce qu'elle soit assez âgée pour être admise à l’académie. En 1995, elle signe un contrat avec IMG, qui a accepté de payer les frais de scolarité annuels de 35 000 dollars pour permettre à Maria de rester à l'académie, lui permettant enfin de s'inscrire à l'âge de 9 ans.
Maria Sharapova est ambidextre et a joué de la main gauche jusqu'à l'âge de 11 ans.

Elle passe professionnelle en 2001 alors qu'elle est tout juste âgée de 14 ans. En 2003 après deux ans d'apprentissage et à seulement 16 ans elle remporte ses deux premiers tournois (Tokyo et Québec). L'année suivante, elle confirme les espoirs placés en elle en s'adjugeant à nouveau le tournoi de Tokyo, puis ceux de Séoul et de Birmingham. Maria s'empare de la 13e place mondiale fin mai 2004.

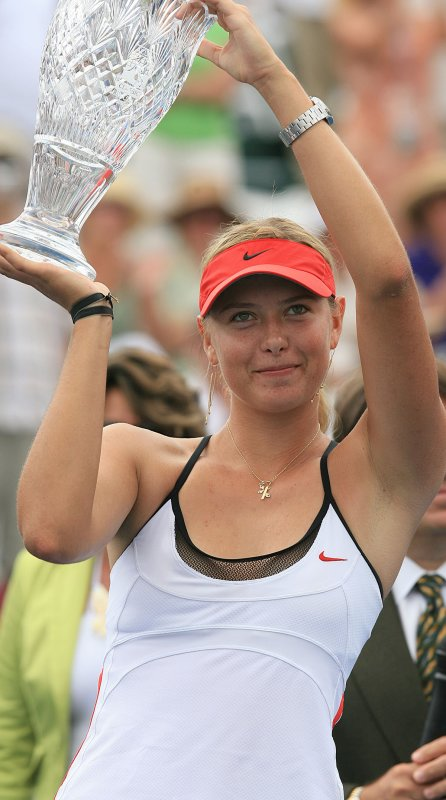
San Diego 2006.

Mais sa carrière prend une tout autre tournure au début de juillet 2004. À 17 ans et un peu moins de trois mois, elle devient la troisième plus jeune joueuse de l'histoire, après Martina Hingis (à seize ans et neuf mois en 1997) et Lottie Dod (à quinze ans et neuf mois en 1887), et la première Russe à remporter le célèbre tournoi de Wimbledon. Maria prend alors subitement le statut d'une superstar du sport féminin. Grâce à ses gains tennistiques ainsi qu'à ses nombreux contrats publicitaires, dus autant à son physique qu'à sa notoriété, elle est élue en 2014, pour la dixième saison consécutive, sportive la mieux payée du monde selon le magazine Forbes. Cependant, elle ne perd pas pour autant de vue le tennis, remportant  cinq tournois du Grand Chelem et de nombreux autres tournois.
Après un net déclin en 2009-2010 dû à des blessures répétitives, notamment à l'épaule ce qui handicape son service, elle revient en 2011, ne perdant à Wimbledon qu'en finale, et en reprenant la 1re place mondiale en 2012. En 2012 et en 2014, elle remporte le tournoi de Roland-Garros.
Sur le court, elle est connue pour ses cris à chaque frappe de balle, sa queue-de-cheval, ses déplacements maniérés et ses rituels, comme celui consistant à tourner le dos à l'adversaire au fond du court avant de lui lancer un regard noir entre chaque point,,.
En août 2012, elle lance sa propre marque de bonbons qu'elle appelle « Sugarpova »,, en référence à son nom.
En 2018, selon Forbes, sa fortune personnelle serait estimée à environ 200 millions de dollars.
Le 19 avril 2022, le jour de ses 35 ans, elle annonce sur Instagram être enceinte de son premier enfant avec son fiancé, l'homme d'affaires britannique Alexander Gilkes. Elle annonce le 15 juillet 2022 la naissance de son fils Théodore.

## Style de jeu

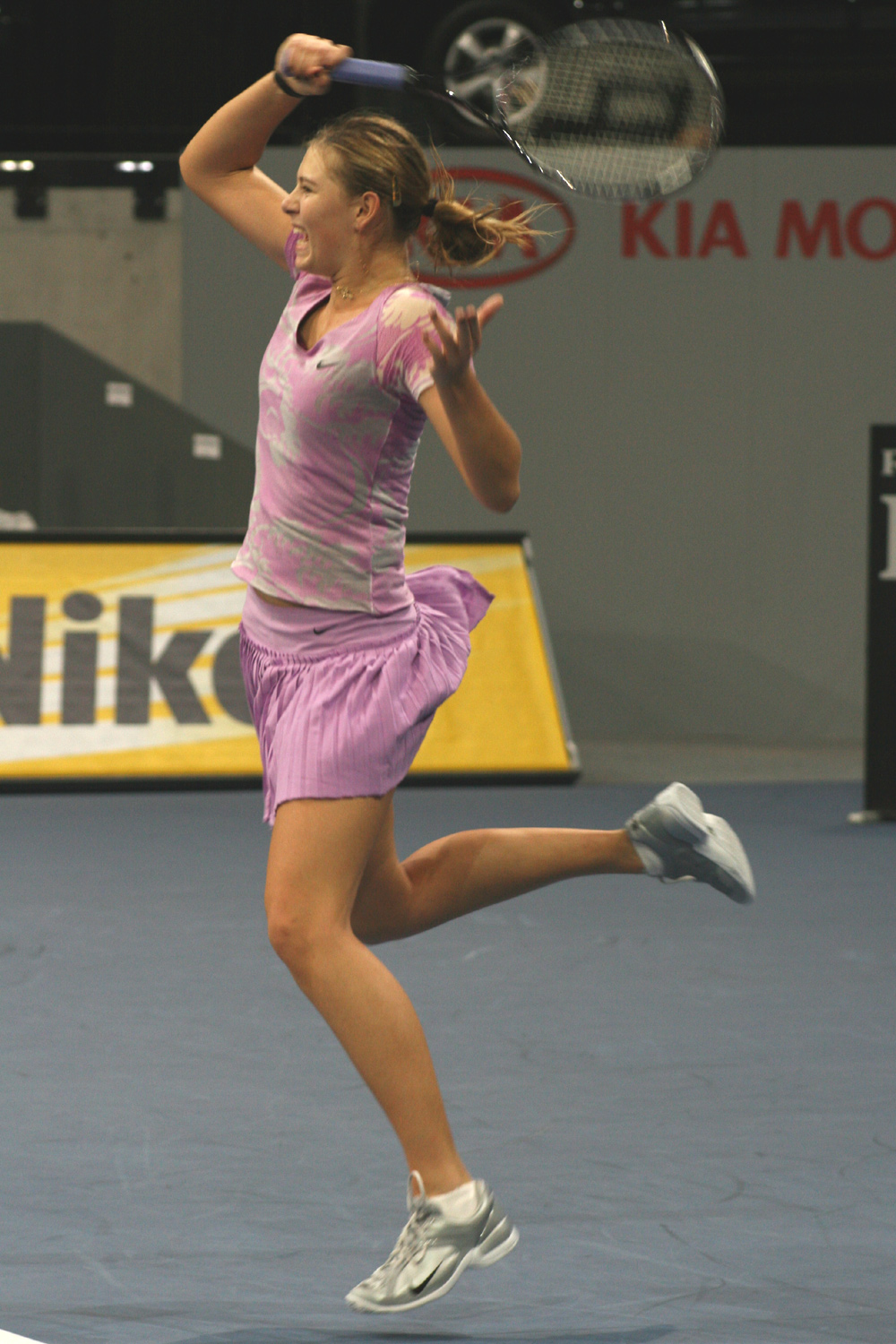
Zurich - 2006.

Maria Sharapova développe un jeu d'attaque de fond de court qui n'est pas sans rappeler celui de Lindsay Davenport,.
Elle a un profil typique de la joueuse des années 2000 : athlétique, puissante et agressive. L'intensité de ses frappes lui permet en toutes circonstances de déborder soudainement son adversaire, aussi bien en revers qu'en coup droit. Adepte d'un tennis à haut risque, elle cherche rapidement le coup gagnant mais hésite à terminer les points au filet. Jamais attentiste, elle se comporte en rouleau compresseur et a pour habitude d'asphyxier sa rivale, l'empêchant ainsi d'installer son jeu. La plupart de ses frappes sont jouées en profondeur et très tendues bien qu'elle maîtrise également les coups courts croisés,. Comme un symbole de sa volonté perpétuelle de diriger les échanges, elle ponctue chacune de ses frappes de cris stridents, à l'instar de Monica Seles à son époque. Elle s'avère être une redoutable serveuse lorsqu'elle n'est pas gênée par des blessures à l'épaule, soucis physiques qui ont particulièrement écorné ses résultats durant sa carrière,.
Maria Sharapova est friable dès qu'il s'agit de défendre. Sa modeste vitesse de déplacement et les approximations de son jeu de jambes en faisaient une joueuse peu efficace sur terre battue. Mais elle a fait de nombreux efforts pour progresser dans son jeu de jambe et sa défense et devenir une meilleure joueuse sur terre battue.
Elle n'est pas une volleyeuse naturelle et exécute la plupart de ses volées comme des coups de fond de court à bonne distance du filet avec un effet lifté. En conséquence, elle monte rarement à la volée mis à part quand il s'agit de terminer un échange déjà bien engagé en sa faveur. Son coup droit, dont la technique est parfois décriée, est à l'origine de fautes directes lorsqu'elle n'est pas à son pic de forme.

## Carrière tennistique

### 2001 – 2002. Début de sa carrière professionnelle
Maria Sharapova devient le jour de ses 14 ans l'une des plus jeunes joueuses professionnelles de l'histoire du tennis. Elle dispute son premier tournoi ITF à Sarasota et fait forte impression sur le circuit Junior où elle remporte un titre dès sa première apparition. Elle parvient en finale de l'Open d'Australie (défaite contre Barbora Strýcová), de Wimbledon (battue par Vera Dushevina) en 2002. À l'issue de ce tournoi, elle est numéro 6 mondiale junior. Cette même année, la Russe découvre le circuit WTA à Indian Wells, où lui est délivrée une invitation, à 14 ans et 10 mois (vaincue au second tour par Monica Seles), et remporte trois ITF (Gunma, Vancouver et Peachtree City), gagnant au passage son premier match face à une joueuse du top 50 (Amy Frazier). Elle est parmi les 200 meilleures joueuses du monde, à seulement 15 ans.

### 2003: Premiers titres sur le circuit
Maria Sharapova dispute en 2003 ses premiers tournois du Grand Chelem à Melbourne et à Paris où elle est battue à chaque fois au premier tour après s'être extirpée des qualifications. Elle glane au passage le dernier titre ITF de sa carrière, à Sea Island.
Elle impressionne sur le gazon de Birmingham où elle se défait de nombreuses joueuses de premier plan comme Nathalie Dechy et Elena Dementieva, alors numéro 15 mondiale. Elle doit cependant céder en demi-finale contre Shinobu Asagoe. Désormais dans le top 100, Sharapova entre directement dans le grand tableau de Wimbledon et se fait connaître du grand public en parvenant en huitième de finale à seulement 16 ans et 2 mois. Elle élimine au passage deux têtes de série, Elena Bovina et Jelena Dokić, classée 12e au classement WTA. La Russe ne perd qu'en trois sets face à sa compatriote Svetlana Kuznetsova.
L'année 2003 est également celle de ses premiers titres. Tout d'abord, dans son jardin japonais, à Tokyo (contre Anikó Kapros), puis à Québec (face à Milagros Sequera). Elle remporte également deux titres en double gagnés en compagnie de la Thaïlandaise Tamarine Tanasugarn. Elle est la plus jeune joueuse à remporter un trophée sur le circuit WTA en 2003.
À la fin de l'année, la Sibérienne pointe au 32e rang mondial avec deux titres WTA à son actif, à 16 ans et 7 mois, et est élue « Débutante de l'année » par la WTA.

### 2004: Éclosion précoce au plus haut niveau et premier titre duGrand Chelemà Wimbledon
Maria Sharapova parvient au troisième tour à Melbourne, défaite contre Anastasia Myskina 7e mondiale (4-6, 6-1, 2-6).
La Russe est également performante dans les tournois plus « secondaires », avec un dernier carré à Memphis, perdue contre la tête de série numéro 1, Vera Zvonareva (65-7, 2-6), future lauréate. Des huitièmes à Indian Wells et à Miami à chaque fois battue par les meilleures joueuses du moment Anastasia Myskina, 7e mondiale (2-6, 1-6)et Serena Williams no 6 mondiale, (4-6, 3-6).
Sur la terre battue, elle réalise un troisième tour au tournoi de Berlin en perdant face à Jennifer Capriati (7-5, 4-6, 1-6), 8e mondiale. Puis un autre 3e tour à Rome, après avoir sortie la 10e mondiale, Elena Dementieva (6-1, 6-4), mais perdant (63-7, 0-6) au tour suivant contre Silvia Farina. Vient le deuxième Grand Chelem, à Roland-Garros tête de série numéro 18, elle bat sa compatriote Vera Zvonareva (6-3, 7-63) au troisième tour, mais perdra sèchement (1-6, 3-6) contre la tête de série numéro 14, Paola Suárez.

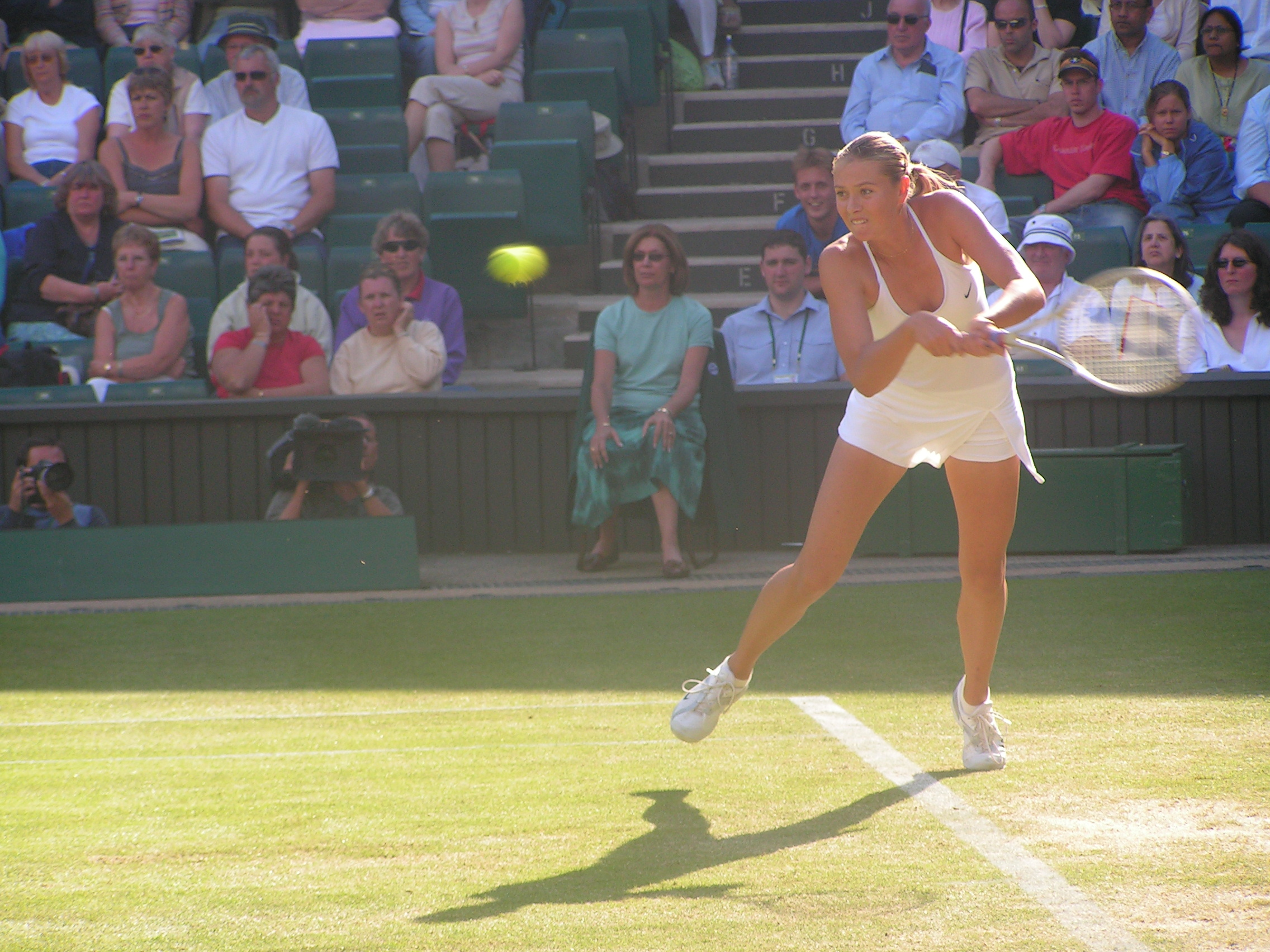
Maria Sharapova à Wimbledon en 2004.

Elle remporte le tournoi de Birmingham alors tête de série numéro 3, en écartant en finale la Française Tatiana Golovin en trois manches (4-6, 6-2, 6-1), et ayant éliminé (6-1, 63-7, 6-3) au tour précédent, la Suissesse Patty Schnyder tête de série numéro 2.
Cette victoire la place en position de sérieuse outsider à Wimbledon malgré son jeune âge. La Russe bat toutes ses adversaires pour s'offrir son premier titre du Grand Chelem. Sur son parcours victorieux, elle se défait d'Ai Sugiyama (5-7, 7-5, 6-1) en quart, puis de Lindsay Davenport 5e mondiale, (2-6, 7-65, 6-1) en demi-finale. Et surtout en finale la double tenante du titre et tête de série no 1 Serena Williams alors 10e mondiale, sur le score de : 6-1, 6-4. À 17 ans et 3 mois, elle est la plus jeune lauréate de tournoi londonien après Lottie Dod et Martina Hingis.
Dans un premier temps, Maria Sharapova ne confirme pas son coup d'éclat et s'incline prématurément dans tous les tournois américains auxquels elle prend part, en particulier au troisième tour de l'US Open contre Mary Pierce (6-4, 2-6, 3-6), après avoir livré un match moyen. Lors de cette rencontre, elle porte un ruban noir en hommage aux victimes de la prise d'otages de Beslan.
Elle ne revient au premier plan qu'à Séoul, épreuve qu'elle s'adjuge aux dépens de Marta Domachowska, à qui elle ne laisse que deux jeux et dominera toutes ses adversaires, mais n'ayant affronté aucune top 50. Elle fait encore mieux à Tokyo : elle ne perd qu'un seul jeu contre Mashona Washington en finale. Toutefois, elle ne se frotte pas aux meilleures mondiales durant sa tournée asiatique. Elle doit par contre se défaire d'adversaires nettement mieux classées à Zurich pour parvenir en finale, Daniela Hantuchová (6-4, 7-5) au second tour, Venus Williams (6-3, 6-4) en quart alors 11e mondiale, et Elena Dementieva (4-6, 6-2, 6-3) 5e mondiale, mais cède sur la dernière marche contre Alicia Molik (6-4, 2-6, 3-6), alors pourtant favorite. La Russe continue sa bonne série à Philadelphie en se glissant dans le dernier carré du tournoi, après avoir pris sa revanche sur Alicia Molik (3-6, 6-1, 6-3). Une blessure à l'épaule contractée à Zurich la contraint toutefois à déclarer forfait.
Cette infortune ne l'empêche pourtant pas de gagner son premier et unique Masters à Los Angeles en battant notamment Serena Williams, 8e mondiale, en finale (4-6, 6-2, 6-4), et ayant vaincu (2-6, 6-2, 6-2), sa compatriote 3e mondiale, Anastasia Myskina en demi-finale. Seule Amélie Mauresmo viendra à bout de la Russe en match de poule (5-7, 4-6).À la fin de la saison 2004, Maria Sharapova est 4e au classement WTA, compte sept titres à son actif (auxquels s'ajoute un trophée en double avec sa compatriote Maria Kirilenko), dont un tournoi du Grand Chelem et un Masters.

### 2005: Numéro un mondiale à 18 ans
Le 22 août 2005, elle devient la première Russe de l'histoire du tennis féminin à atteindre la première place du classement mondial.
Maria Sharapova commence sa saison en Thaïlande par un match exhibition victorieux contre Venus Williams puis par un tournoi sans enjeu à Hong Kong qui se conclut par une défaite face à Elena Dementieva et un forfait causé par un virus stomacal. Elle retrouve la compétition à l'Open d'Australie, où elle se hisse en demi-finale en ayant battu en quart sa compatriote Svetlana Kuznetsova en trois sets. Opposée à Serena Williams pour une revanche du Masters, la Russe obtient trois balles de match à 5-4 dans la seconde manche sans parvenir à conclure. Elle s'incline finalement en trois sets accrochés (2-6, 7-5, 8-6) d'un match intense, où l'Américaine signera son retour sur le devant de la scène avec ce titre,.
Après cet échec, elle se reprend par une victoire au tournoi de Tokyo en battant la numéro 1 mondiale Lindsay Davenport en finale (6-1, 3-6, 7-65). Trois semaines plus tard, elle réitère la performance à Doha aux dépens d'Alicia Molik en trois sets. En quête d'un troisième titre en 2005, Maria Sharapova parvient dans le dernier carré d'Indian Wells, mais sa rencontre face à Lindsay Davenport tourne au désastre : elle encaisse un cinglant 6-0, 6-0, score qu'elle n'avait jamais subi au cours de sa carrière. Jusqu'à cette rencontre, sa défaite la plus sévère lui avait été infligée par Monica Seles en 2002. La Russe se remet de son lourd revers dès l'épreuve suivante à Miami en obtenant son billet pour la finale en obtenant de bonne victoire en quart et en demi-finale contre Justine Henin (6-1, 66-7, 6-2) et Venus Williams (6-4, 6-3), mais à ce stade elle est défaite (6-3, 7-5) par la Belge Kim Clijsters revenue à son meilleur niveau.

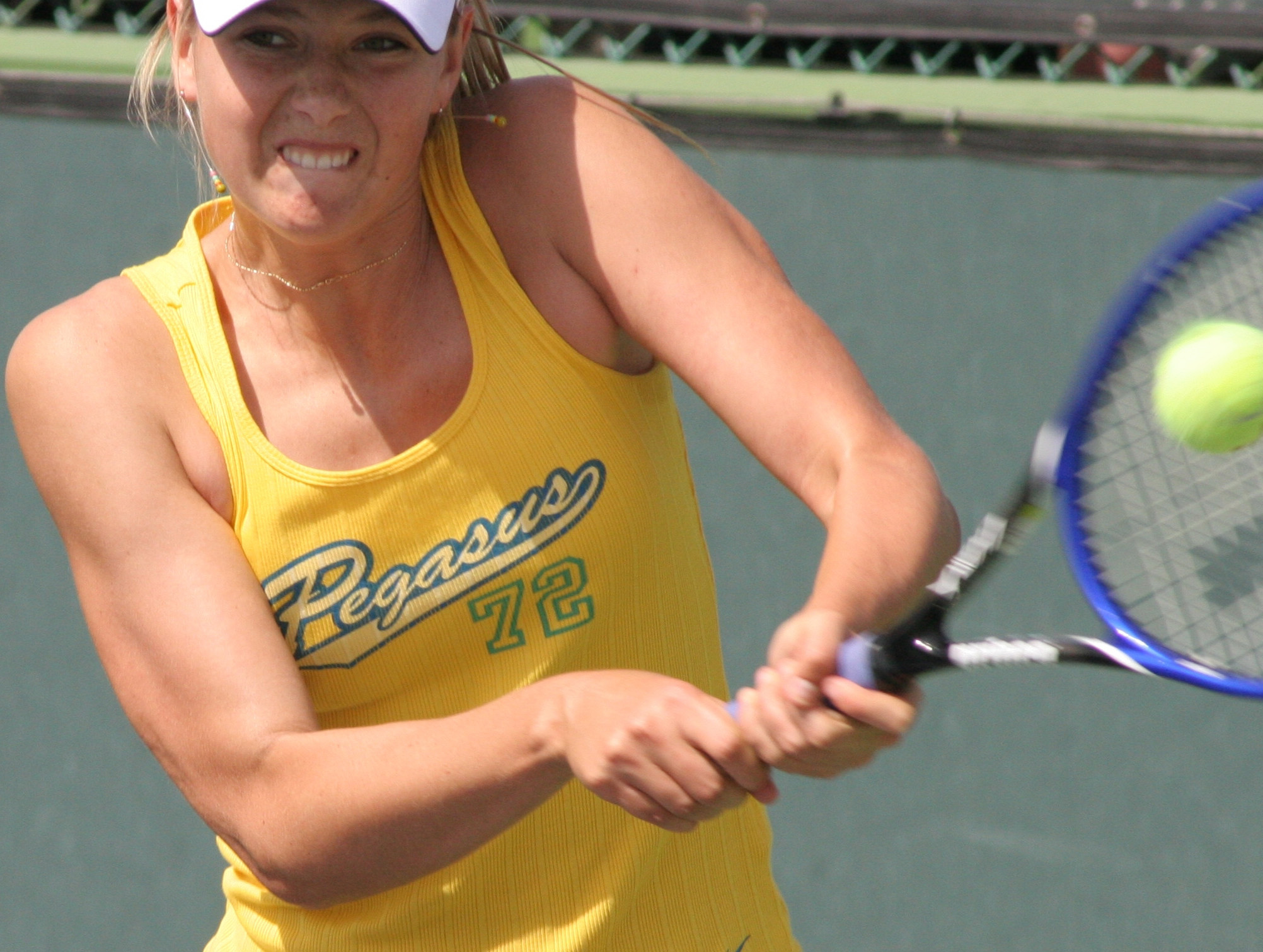
Maria Sharapova à Indian Wells en 2005.

Les résultats de Maria Sharapova sont en demi-teinte sur terre battue, surface sur laquelle son style de jeu est le moins efficace. Dauphine de Lindsay Davenport au classement WTA, elle ambitionne néanmoins de lui ravir le trône durant cette période, l'Américaine n'étant pas non plus une spécialiste de la surface ocre. Une occasion se présente à Rome, où la Russe aurait été assurée de prendre la tête de la hiérarchie mondiale en cas de victoire. Patty Schnyder met toutefois un terme à ses ambitions en demi-finale (3-6, 6-3, 6-1). Comme l'année précédente, elle est bloquée en quart de finale à Roland-Garros, cette fois-ci par la future lauréate du tournoi, Justine Henin-Hardenne (6-4, 6-1).
Maria Sharapova conserve son titre à Birmingham et s'annonce comme la principale prétendante à sa succession à Wimbledon. Elle atteint les demi-finales sans fatiguer, mais est éliminée à ce stade par Venus Williams (7-62, 6-1).
Maria Sharapova ne peut prendre part au tournoi de San Diego à cause d'une blessure au dos et entame la tournée américaine à Los Angeles. Elle est une nouvelle fois rattrapée par des soucis physiques et se résout donc à déclarer forfait pour son duel face à Daniela Hantuchová en quart de finale et pour le tournoi de Toronto. La Russe se glisse en tête du classement WTA pendant une semaine, sa rivale Lindsay Davenport étant également blessée. Maria Sharapova arrive donc à l'US Open avec peu de repères, ce qui ne l'empêche pas de réaliser un très bon parcours, lequel est seulement interrompu en demi-finale par Kim Clijsters au terme d'un match à suspens (6-2, 64-7, 6-3), future lauréate. Ce regret est estompé par son retour à la tête de la hiérarchie mondiale.
Des soucis physiques mettent à mal sa longévité à la place de numéro un mondiale : elle est contrainte d'abandonner en demi-finale de Pékin contre Maria Kirilenko à cause de problèmes musculaires à la poitrine. Elle fait son retour trois semaines plus tard pour disputer la Coupe du Kremlin à Moscou, où elle n'était pas revenue depuis plus de cinq ans. Elle passe près de la défaite au premier tour, bénéficiant de l'abandon de Anna-Lena Grönefeld alors qu'elle était largement dominée. Elle s'incline néanmoins lors de son match suivant, contre Dinara Safina (1-6, 6-4, 7-5). Lindsay Davenport lui reprend une semaine plus tard la première place au classement WTA après le tournoi de Zurich. Présentée pour jouer le tournoi de Philadelphie, elle jette l'éponge à la suite d'une entorse au pouce droit. Malgré son manque de compétition, elle engrange des victoires probantes aux Masters sur Patty Schnyder (6-1, 3-6, 6-2) et sur Lindsay Davenport (6-3, 5-7, 6-4). Amélie Mauresmo met fin à sa saison en demi-finale en l'éliminant en deux sets (7-61, 6-3), puis gagnera le tournoi. Maria Sharapova termine l'année au 4e rang mondial.

### 2006 - Saison marquée par son titre à New York et dauphine de Justine Henin

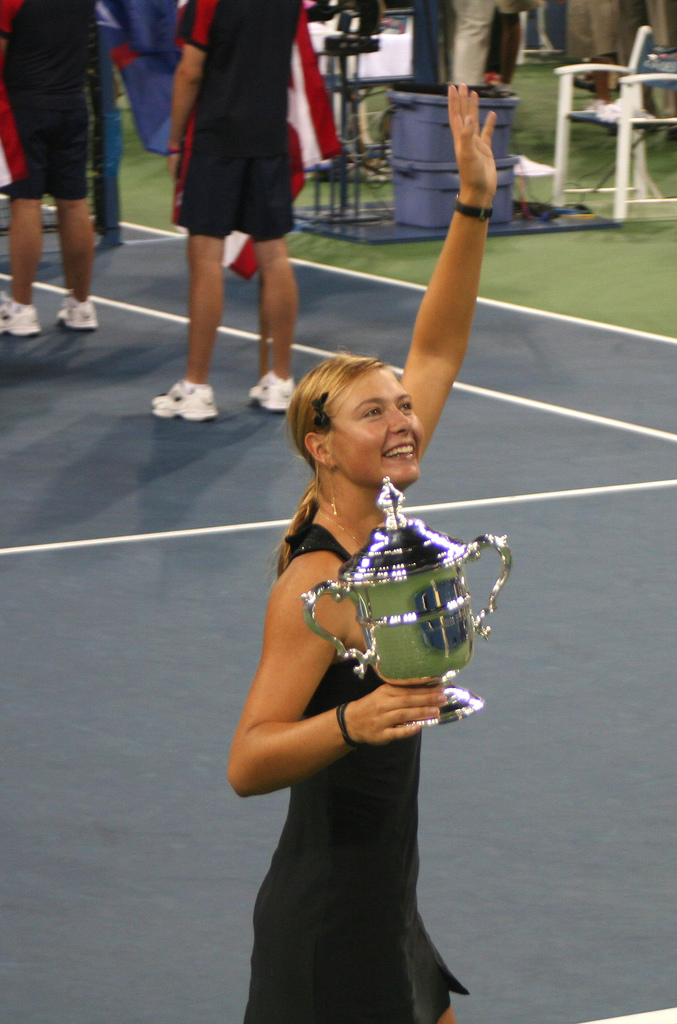
Maria Sharapova victorieuse à l'US Open 2006.

Maria Sharapova commence 2006 en annonçant son forfait pour le tournoi de Gold Coast, à cause d'une nouvelle blessure à l'épaule. Ce contretemps remettra pendant longtemps en cause sa participation à l'Open d'Australie. La Russe affirme finalement qu'elle y prendra part. Malgré cela, on s'interroge sur sa capacité à jouer à son meilleur niveau. La réponse est immédiate : elle s'immisce en demi-finale sans perdre un set, battant Daniela Hantuchová et sa compatriote Nadia Petrova 7e mondiale, qu'elle vainc (7-66, 6-4). Elle met en difficulté la 6e joueuse mondiale, Justine Henin-Hardenne, qui s'imposera au terme de trois sets accrochés (6-4, 1-6, 4-6), et abandonnera en finale contre Mauresmo, prouvant que ce match était fatigant.
En dépit d'un sec revers asséné par Martina Hingis à Tokyo en demi-finale, elle atteint la finale du tournoi de Dubaï, en battant cette dernière et la no 3 mondiale, Lindsay Davenport (3-6, 6-1, 6-3), avant d'être battue à nouveau par Henin (5-7, 2-6).
Sharapova fait un solide début de saison, marqué par un titre à Indian Wells (sans perdre un set et en balayant la 8e mondiale Elena Dementieva en finale, ne lui laissant que 3 jeux), après avoir battu Martina Hingis au tour d'avant. Ainsi qu'une finale à Miami perdue (4-6, 3-6) contre Svetlana Kuznetsova, 14e mondiale, après avoir battu ses compatriotes Maria Kirilenko en trois sets, Anastasia Myskina en quart de finale et avoir bénéficié de l'abandon de la Française Tatiana Golovin (6-3, 65-7, 4-3 ab.) en demi-finale, alors mal embarquée.
Maria est encore une fois rattrapée par des soucis à l'épaule, qui la poussent à déclarer forfait à un match exhibition à Mexico, puis aux tournois de Rome et d'Istanbul. Sa participation à Roland-Garros est mise en doute.
Elle confirme finalement sa venue et arrive à Paris sans avoir disputé la moindre rencontre sur terre battue en 2006. Les affaires ne s'arrangent pas puisqu'elle se blesse à la cheville droite, déjà fragilisée par des soucis antérieurs. Elle dispute tout de même son premier tour contre Mashona Washington dont elle se sort in extremis après avoir sauvé trois balles de match (6-2, 5-7, 7-5). Ses deux rencontres suivantes sont plus rassurantes mais son état de forme n'est pas suffisant pour vaincre Dinara Safina en huitièmes de finale malgré une excellente résistance (5-7, 6-2, 5-7).
Maria Sharapova n'est pas encore remise à l'entame des premiers tournois sur gazon. Elle est sortie sans gloire par la 81e mondiale Jamea Jackson à Birmingham (4-6, 4-6), un tournoi dont elle était double tenante du titre. Malgré cette alerte, la Russe est compétitive à Wimbledon et déboule sans gros soucis en demi-finale, mis à part un match en 3 sets face à Flavia Pennetta : 7-65, 3-6, 6-3 en huitième de finale alors 19e mondiale,. Mais elle échoue à ce stade contre la numéro 1 mondiale Amélie Mauresmo (3-6, 6-3, 2-6). C'est la 5e fois en sept tournois du Grand Chelem depuis 2005 que Maria Sharapova cède à ce stade de la compétition.
La Russe revient à son meilleur niveau sur les tournois américains en dur. Elle s'offre le titre de San Diego sans perdre un set, en éliminant notamment la 9e mondiale et tenante du titre Mary Pierce (6-2, 6-3), puis la 8e mondiale Patty Schnyder (7-5, 6-4) et enfin la numéro 2 mondiale Kim Clijsters en finale (7-5, 7-5), qu'elle bat pour la première fois après cinq tentatives. Elle se hisse aussi en demi-finale de Los Angeles (éliminée par la future gagnante du tournoi Elena Dementieva 5-7, 2-6, 6e mondiale) alors qu'elle avait déroulé jusque-là. Elle conclut sa tournée outre-atlantique en apothéose à l'US Open. Elle se montre en effet intraitable durant la quinzaine, ne perdant que six jeux maximum sur ses quatre premiers matchs, avant d'éprouver plus de mal contre la Française Tatiana Golovin (7-64, 7-60) mais sans perdre de set. Avant de dominer les deux premières du classement WTA : d'abord Amélie Mauresmo 1re (6-0, 4-6, 6-0), malgré un set laissé en route (pour se qualifier ainsi pour sa première finale à Flushing Meadows), et enfin Justine Henin-Hardenne 2e mondiale, en finale (6-4, 6-4) pour remporter le deuxième tournoi du Grand Chelem de sa carrière,.
Maria se repose une nouvelle fois et fait son retour à Moscou, où elle atteint les quarts de finale, mais elle doit déclarer forfait face à Anna Chakvetadze à cause d'une blessure au pied. La Russe revient donc à Zurich la semaine suivant où elle remporte le tournoi, en battant la Slovaque Daniela Hantuchová en 3 sets (6-1, 4-6, 6-3), alors 22e mondiale. Maria s'engage à Linz où elle remporte son 5e tournoi de la saison et le 15e de sa jeune carrière en ne perdant aucun set et en battant en finale sa compatriote Nadia Petrova 5e mondiale, sans trop de difficulté (7-5, 6-2).
Maria se rend donc à Madrid pour les Masters avec l'étiquette de favorite pour le titre et surtout, en tant que challenger à la 1re place mondiale. Elle se retrouve dans le groupe rouge avec Elena Dementieva, Kim Clijsters et Svetlana Kuznetsova. Maria remporte ses trois matchs facilement, (6-1, 6-4) face à Elena Dementieva, (6-4, 6-4) face à la belge Kim Clijsters et (6-1, 6-4) face à Svetlana Kuznetsova. Elle accède donc aux demies où elle doit affronter Justine Henin-Hardenne, avec comme enjeu une place en finale des Masters et surtout la place de no 1 mondiale. La Russe manque l'opportunité de revenir en haut de la hiérarchie puisqu'elle est battue en deux sets par la Belge, 2-6, 65-7.
Elle termine sa saison avec 59 victoires pour 9 défaites (86,8 %), 5 titres dont un Grand-Chelem, 14 victoires pour 5 défaites face aux joueuses du top 10, $3 674 501 de Prize money pour la saison 2006, et elle termine no 2 mondiale pour la première fois de sa carrière.

### 2007 - Première finale à Melbourne et saison moyenne marquée par une épaule douloureuse
L'année 2007 de Maria Sharapova commence par un tournoi exhibition à Hong Kong, dont elle dispute le simple et le double. En simple, la jeune Russe s'offre une finale en éliminant Yan Zi au premier tour (7-5, 6-3) et Elena Dementieva en demi-finales 4-6, 6-2, 6-3. En finale, Maria est battue par Kim Clijsters 3-6, 6-7. En double, Sharapova est associée à Patty Schnyder mais elles se font battre par la paire Svetlana Kuznetsova/Kim Clijsters 9-8.
Mais pour "Masha", cette année 2007 démarre sur les chapeaux de roues puisqu'elle est assurée de redevenir no 1 mondiale à l'issue de l'Open d'Australie. Sharapova franchit le premier tour avec toutes les peines du monde face à la Française Camille Pin, qu'elle finit par battre en trois sets 6-3, 4-6, 9-7 après être passée à deux points de la défaite. Cela peut s'expliquer par le fait qu'elle ait joué sous 45 °C à toit ouvert pendant plus de 3 heures. Sur les deux tours suivants, la Russe sera plus convaincante face à Anastasia Rodionova au second (6-0, 6-3) et Tathiana Garbin au troisième (6-3, 6-1). En huitièmes de finale, Masha éprouve quelques difficultés face à sa compatriote Vera Zvonareva mais passe tout de même en deux sets 7-5, 6-4. En quart de finale, la tâche est plus relevée face à Anna Chakvetadze mais là encore, elle s'impose en deux sets serrés 7-65, 7-5. En demi-finale, elle bat Kim Clijsters 5e mondiale, en deux sets 6-4, 6-2 et dispute la finale face à Serena Williams. La Russe passe complètement à côté de cette finale (la première à Melbourne), étant étouffée par la puissance de l'Américaine. Le score est sans appel : 1-6, 2-6 pour Serena Williams. Durant tout ce tournoi, son service, qui est réputé pour être l'un des meilleurs du circuit, fut bien moins efficace qu'à l'accoutumée et de nombreuses doubles fautes vinrent émailler son jeu.

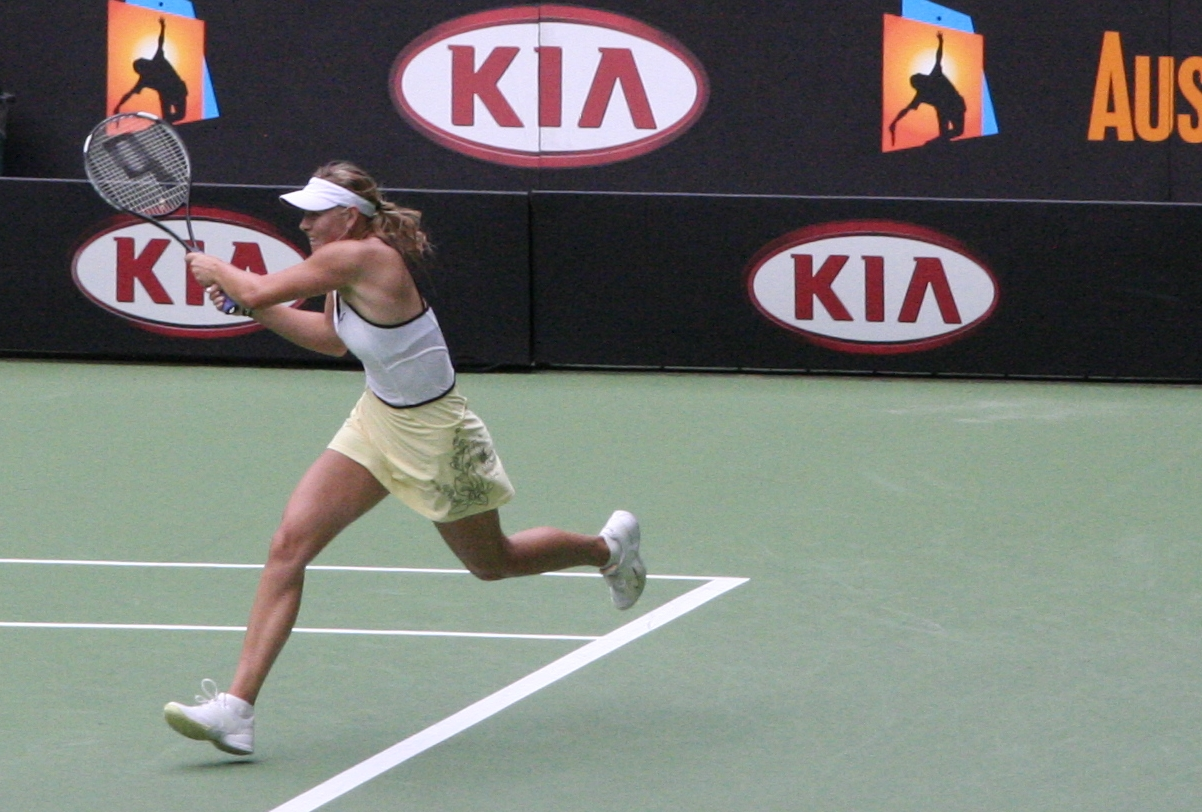
Maria Sharapova à l'Open d'Australie en 2007.

Après cette lourde défaite, Sharapova décide de défendre sa place de no 1 mondiale en participant au tournoi de Tokyo, Tiers I, qu'elle a remporté en 2005. Après deux matchs difficiles où elle perd un set à chaque fois (contre Francesca Schiavone et Ai Sugiyama), elle s'incline en demi-finale contre la jeune Serbe Ana Ivanović sur le score de 1-6, 1-0 abandon en faveur de la Serbe. La Russe, victime d'un claquage, est contrainte de jeter l'éponge. Mais elle a défendu ses points de l'an dernier où elle avait perdu au même stade et compte à ce moment plus de 650 points d'avance sur sa poursuivante, Justine Henin. Toujours à cause de cette blessure, Sharapova doit déclarer forfait pour le tournoi de Dubaï et annonce qu'elle reprendra à Indian Wells.
À l'entame de ce tournoi d'Indian Wells, la Russe est sérieusement menacée par Justine Henin en ce qui concerne la place de no 1 mondiale, puisqu'elle n'a plus que 33 points d'avance sur la Belge. La Russe a donc la lourde tâche de défendre son titre pour conserver la première place du classement WTA. Cependant, elle est assurée de perdre son rang de no 1 mondiale après son élimination en huitièmes de finale par Vera Zvonareva 6-4, 5-7, 1-6. À Miami, elle ne fera guère mieux, puisqu'elle sera aussi éliminée dès les huitièmes de finale par Serena Williams qui, après l'Open d'Australie, humilie une nouvelle fois Maria par un très sec 1-6, 1-6. Il faut tout de même rappeler qu'au tour précédent, la Russe avait éliminé la sœur de sa future adversaire, Venus Williams, en trois sets 2-6, 6-2, 7-5.
Le sort s'acharne sur Sharapova qui doit observer une période de repos de 6 semaines pour guérir une blessure à l'épaule, ce qui la force à ne pas jouer le premier tour de la Fed Cup contre l'Espagne alors qu'elle se sentait enfin prête à y jouer. Elle révèle par la même occasion que cette blessure la handicape depuis le début de la saison notamment au service, et sans justifier ses difficultés de cette année, les explique. La jeune joueuse russe de 20 ans a même dû déclarer forfait, comme en 2006, au tournoi de Rome à cause de cette fâcheuse blessure qui l'empêche d'évoluer à son meilleur niveau. Sharapova déclare ne pas se sentir assez prête pour jouer à Rome et explique qu'elle se ménage en vue de Roland-Garros, deuxième levée du Grand Chelem qu'elle pourrait ne pas disputer. Estimant sa blessure rétablie, et pour mieux se préparer à l'échéance de la terre battue, Maria Sharapova décide de participer au tournoi d'Istanbul qui se dispute la semaine précédant Roland-Garros. Elle y est éliminée en demi-finale par la Française Aravane Rezaï en deux sets secs 2-6, 4-6.
Maria Sharapova s'envole alors pour jouer le 2e tournoi du Grand Chelem, Roland-Garros. Désignée tête de série no 2, la Russe doit faire face à un 1er tour piège face à la Française Émilie Loit. Malgré son épaule qui la fait toujours souffrir et des conditions climatiques difficiles, elle réussit à passer ce 1er tour en 2 sets 6-3, 7-64. Le deuxième tour sera vite expédié 6-2, 6-1 face à Jill Craybas et le troisième tour sera assez facilement gagné face à Alla Kudryavtseva 6-1, 6-4, même si dans le deuxième set de ce match elle a été menée 4-1 (double break en faveur de son adversaire). Elle réussit néanmoins à renverser la situation. En 1/8 de finale, Maria Sharapova rencontre la Suissesse Patty Schnyder 15e mondiale, qui avait battu la Russe à Rome en 2005, sur terre battue. Au terme d'une rencontre marathon (plus de 2 h 30 de match), la jeune Russe s'impose 3-6, 6-4, 9-7 en sauvant 2 balles de match. Elle affronte et bat sa compatriote Anna Chakvetadze en deux sets 6-3, 6-4 en quarts de finale et se qualifie pour la première fois de sa carrière en demi-finale du tournoi de Roland-Garros. À ce stade, et de manière nette, la jeune Russe est éliminée en deux petits sets par la Serbe Ana Ivanović (2-6, 1-6). Malgré cette sortie, Maria Sharapova a réalisé un authentique exploit en atteignant la demi-finale de Roland-Garros, sur une surface qu'elle apprécie moins et qui ne convient en rien ni à son jeu ni à sa morphologie (ses longues jambes empêchant des déplacements fluides, indispensables sur terre battue).
Maria Sharapova commence alors sa saison sur gazon, sa surface de prédilection. Victorieuse en 2004 et 2005, c'est à Birmingham que la jeune Russe joue son tournoi de préparation. Tête de série no 1 du tournoi dans une semaine fortement perturbée par la météo, elle atteint la finale mais est battue par la Serbe Jelena Janković en 3 sets 6-4, 3-6, 5-7 après avoir joué 4 matchs en 48 heures. À Wimbledon, Sharapova ne souffre d'aucun problème pour atteindre la deuxième semaine, battant successivement Chan Yung-Jan 6-1, 7-5, Séverine Beltrame 6-0, 6-3 et Ai Sugiyama 6-3, 6-3 sans céder le moindre set. Elle chute cependant au 4e tour du tournoi opposée à la 23e joueuse mondiale et championne 2007 du tournoi Venus Williams en deux sets secs 1-6, 3-6, à la suite d'un match historique concernant la puissance dégagée par les deux joueuses. Le 3e jeu du second set dura à lui seul 22 minutes, Maria Sharapova conservant son service après avoir sauvé 7 balles de break.

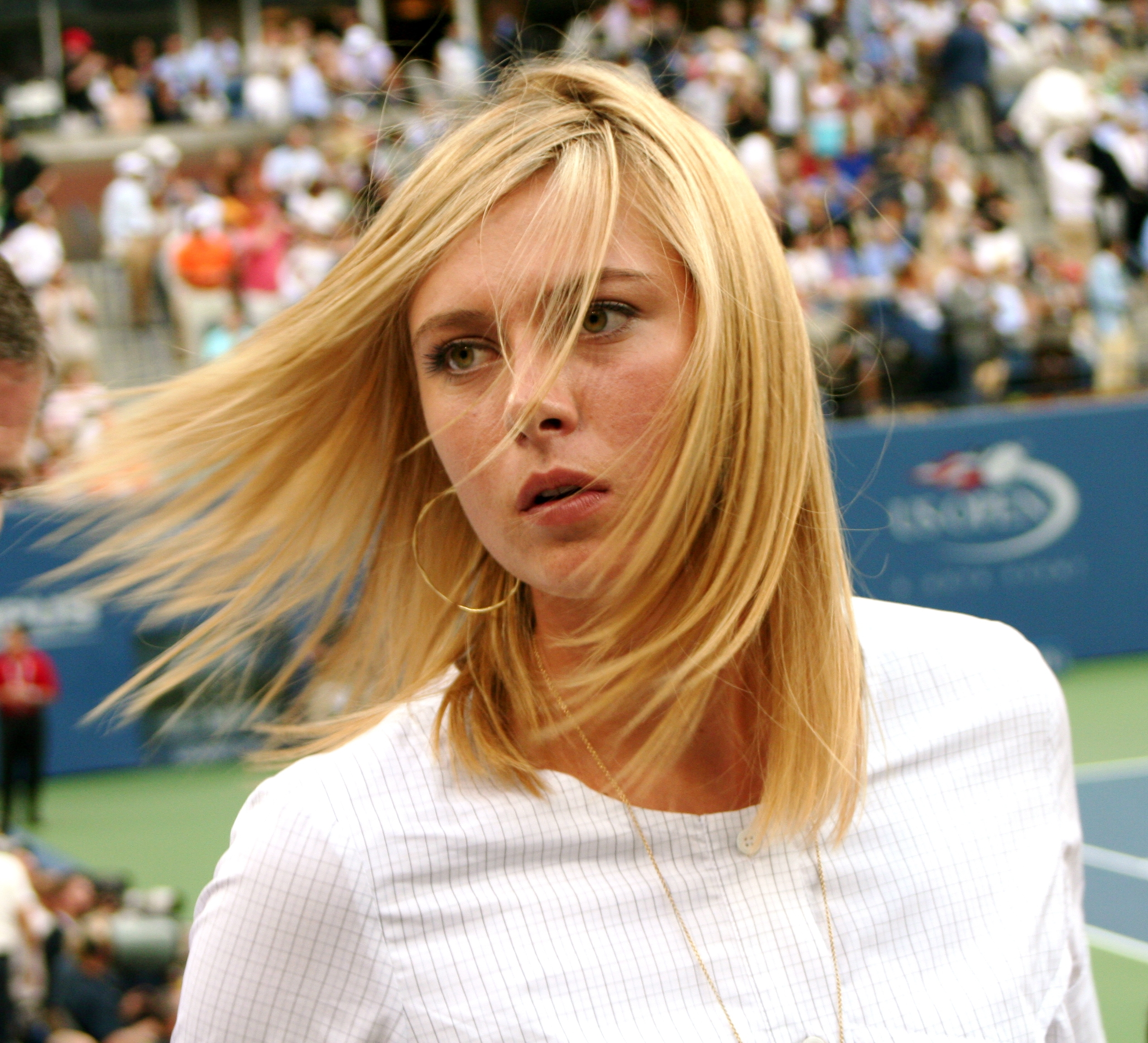
Sharapova à l'US Open en 2007.

La jeune Russe fait alors l'impasse sur la Fed Cup en raison de son épaule douloureuse pour revenir à San Diego, où elle remporte enfin son premier titre de l'année en battant en finale la Suissesse Patty Schnyder (6-2, 3-6, 6-0) et avoir battu la 6e mondiale, Anna Chakvetadze au tour précédent,. La semaine suivante, à Los Angeles, Sharapova va jusqu'en demi-finale, où elle doit déclarer forfait face à sa compatriote Nadia Petrova, invoquant une blessure à la jambe gauche.
Elle se repose alors pour pouvoir défendre son titre à l'US Open. Passant le premier et le deuxième tour sans aucun souci en ne laissant qu'un seul et unique jeu à chacune de ses deux adversaires 6-1, 6-0 face à Roberta Vinci au 1er tour et 6-0, 6-1 face à Casey Dellacqua au 2e tour. Mais contre toute attente et sans que personne puisse l'expliquer, même pas elle-même, Sharapova est éliminée au 3e tour par la jeune Agnieszka Radwańska, âgée de 18 ans, en trois manches (4-6, 6-1, 2-6).
Sharapova n'est pas sélectionnée pour la finale de Fed Cup, étant donné qu'elle n'a pas joué les deux premiers tours mais l'entraîneur Shamil Tarpishev l'appelle quand même comme sparring partner pour qu'elle puisse être sélectionnable pour les Jeux olympiques de Pékin. On peut la voir encourager ses coéquipières, qui remportent finalement la Fed Cup aux dépens des tenantes du titre Italiennes. Cette blessure à l'épaule qu'elle traîne avec elle depuis le début de la saison l'empêche de pouvoir jouer en Allemagne le tournoi de Stuttgart et elle n'a aucune certitude sur sa fin de saison.
Maria fait son retour au tournoi de Moscou, où elle dispose d'un bye au premier tour. Au 2e, elle affronte Victoria Azarenka (32e WTA). Cette dernière bat Sharapova 67-7, 2-6 dans un match où la Russe a été fortement trahie par son service et a donné énormément de points à son adversaire. La sélection au Masters n'est donc pas du tout assurée. Maria Sharapova a perdu ses deux derniers matchs, donc elle a une fiche de 0-2 lors de ses deux derniers affrontements. La poupée russe semble être en déclin, elle qui a perdu déjà 10 matchs en 2007 et qui a gagné un seul tournoi cette saison. L'épaule de Sharapova fait encore et toujours des siennes et la Russe doit se résoudre à ne pas aller défendre ses titres à Zurich et Linz. Cela lui vaut de chuter sérieusement au classement puisqu’avant les Masters, Sharapova ne pointe plus qu'au 6e rang mondial.
Malgré une saison bien terne, marquée par une blessure à l'épaule et des résultats peu concluants, la jeune Sibérienne parvient à se qualifier in-extremis pour les Masters de Madrid grâce au forfait de Venus Williams. Elle n'a pas manqué cet événement depuis 2004, année de son seul titre dans cette compétition. Elle en est donc à son 4e Masters d'affilée, où elle a toujours accédé au dernier carré. Sharapova se retrouve dans le groupe rouge composé de Svetlana Kuznetsova, Ana Ivanović et Daniela Hantuchová. Alors que personne ne l'attend, Maria finit en tête du groupe rouge en battant ses 3 adversaires. En demi-finale, elle affronte Anna Chakvetadze, joueuse qu'elle a déjà battue à 5 reprises en 5 confrontations. Cependant, depuis 2004, la jeune Sibérienne n'arrive plus à passer le cap des demi-finales. Pourtant, elle va conjurer ce mauvais sort en écrasant sa jeune compatriote en deux petits sets 6-2, 6-2 pour se qualifier pour la finale du Masters, qualification qu'elle juge elle-même inespérée étant donné qu'elle n'était pas sûre de pouvoir y participer il y a quelques semaines. En finale, la tâche s'annonce plus ardue puisqu'elle doit affronter Justine Henin, la no 1 mondiale qu'elle n'a plus rencontrée depuis sa défaite aux Masters de l'an dernier. L'occasion est donc belle de prendre sa revanche sur la Belge. Au terme d'un match haletant, plein de rebondissements et considéré comme l'un des plus beaux matchs de l'année tant les 2 joueuses ne lâchent rien et se battent jusqu'au bout, Sharapova s'incline finalement en trois sets face à Justine Henin (7-5, 5-7, 3-6) après 3 h 24 de combat.
Le bilan de l'année est en demi-teinte. La Russe n'a remporté qu'un seul tournoi à San Diego et joué plusieurs finales dont celle de l'Open d'Australie et celle des Masters. Elle finit l'année à la 5e place mondiale, alors qu'elle était 2e l'année précédente. Cependant, cette mauvaise saison peut s'expliquer par une blessure récurrente à l'épaule droite qui l'a empêché toute l'année de jouer à son meilleur niveau. Mais le Masters de Madrid a vu Sharapova revenir à son meilleur niveau et fin prête pour 2008, année Olympique.

### 2008 - Victoire à Melbourne, excellent début de saison marquée par une grave blessure à l'épaule droite
Maria Sharapova commence la saison 2008 par l'habituel tournoi d'exhibition de Hong Kong, où elle s'incline en finale devant Venus Williams.
Trois semaines plus tard, la championne Russe remporte l'Open d'Australie, le 3e tournoi du Grand Chelem de sa carrière en battant Ana Ivanović 4e mondiale, en finale sur le score de : 7-5, 6-3, et soulève son premier titre à Melbourne,. La russe impressionne tout au long de la quinzaine, ayant battu notamment la no 1 mondiale Justine Henin en quarts de finale 6-4, 6-0, à qui elle inflige son premier 6-0 en 6 ans, et mettant fin à la série d’invincibilité (de 33 matchs consécutifs gagnés) de la Belge. Elle bat ensuite la no 3 mondiale Jelena Janković (6-3, 6-1) en demi-finale, sur un score révélateur niveau stratosphérique. Forte d'un service retrouvé et d'un jeu au filet amélioré, Maria conclut cette quinzaine en n'ayant cédé aucun set.

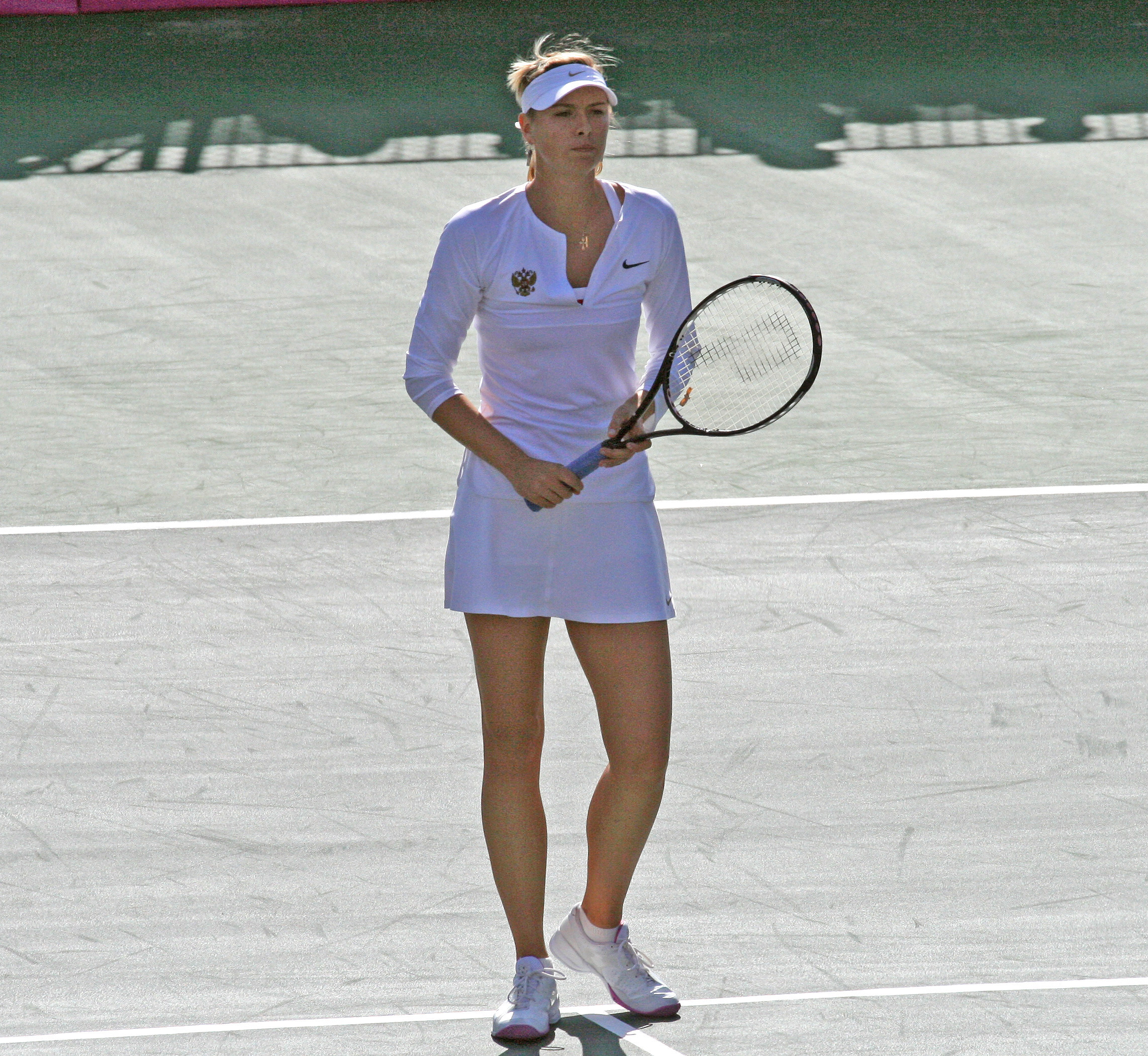
Sharapova en Fed Cup en 2008.

Elle défend ensuite, pour la première fois, les couleurs de son pays lors des quarts de finale de la Fed Cup contre Israël. Associée à ses compatriotes Anna Chakvetadze, Elena Vesnina, Elena Likhovtseva et Dinara Safina, Maria Sharapova remporte aisément ses 2 matchs de simples et qualifie la Russie pour les demi-finales.
Puis à Doha, elle confirme son très beau début de saison en remportant son 2e titre de l'année aux dépens de sa compatriote Vera Zvonareva (6-1, 2-6, 6-0). Invaincue de la saison jusqu'à l'Open d'Indian Wells, elle est stoppée en demi-finale par Svetlana Kuznetsova (3-6, 7-5, 2-6) et concède ainsi sa première défaite de l'année, après 18 victoires consécutives. Fatiguée, elle décide de ne pas disputer le tournoi de Miami.
De retour, Maria s'impose à Amelia Island et remporte le tout premier tournoi sur terre battue de sa carrière en écartant Dominika Cibulková en finale (7-67, 6-3). La saison sur terre se poursuit à Charleston, où la Russe est éliminée en 1/4 de finale par l'Américaine Serena Williams (5-7, 6-4, 1-6), future vainqueure du tournoi. À Rome, Maria se hisse jusqu'en demi-finale avant de déclarer forfait avant son match contre Jelena Janković, en raison d'une blessure au mollet contractée lors de son quart de finale victorieux face à Patty Schnyder (63-7, 7-5, 6-2), 12e mondiale. Elle affirme cependant que cela ne l'empêchera pas de disputer la deuxième levée du Grand Chelem, Roland-Garros, et n'avoir besoin que de deux ou trois jours pour récupérer.
Le 19 mai, au bénéfice de la retraite-surprise de la Belge Justine Henin, elle reprend la place de no 1 mondiale qu'elle a déjà occupée à trois reprises en 2005 et 2007.
Maria entame le tournoi de Roland-Garros face à Evgeniya Rodina, sa compatriote. Elle annonce aussi avoir signé un contrat avec la compagnie Tiffany&Co, experte en joaillerie, qui ajoutera des accessoires sur sa tenue pour ce tournoi. Sur le plan tennistique, la jeune Russe peine lors de ses deux premiers tours face à Evgeniya Rodina, où elle est passée à deux points de la défaite mais qu'elle bat finalement 6-1, 3-6, 8-6, et face à Bethanie Mattek (6-3, 2-6, 6-2) joueuse qu'elle avait pourtant facilement dominée quelques semaines avant. Au 3e tour, elle s'en sort un peu plus aisément face à Karin Knapp (7-64, 6-0). En effet, après un premier set émaillé de fautes directes qu'elle remporte au tie-break, elle déroule dans le second, ne laissant aucun jeu à l'Italienne. Cependant, Maria Sharapova s'incline, tout comme en 2006, face à sa compatriote Dinara Safina 14e mondiale en huitièmes de finale, non sans avoir eu une balle de match dans le deuxième set à 5-3 (7-66, 65-7, 2-6). Elle perd du même coup sa place de numéro un mondiale au profit de la Serbe Ana Ivanović.
Maria Sharapova décide de faire l'impasse sur les tournois de préparation sur gazon pour pouvoir se concentrer exclusivement au 3e tournoi du Grand Chelem, Wimbledon, qu'elle entame face à la qualifiée Française Stéphanie Foretz. Un premier match remporté facilement par la numéro 2 mondiale. Mais elle s'incline sèchement dès le deuxième tour face à sa compatriote Russe Alla Kudryavtseva, 154e mondiale (2-6, 4-6). Trahie par son service (8 double fautes au total) et donnant trop de points à son adversaire qui profite de ses 22 fautes directes, elle ne semble jamais en mesure de renverser la tendance dans cette partie. C'est une véritable déception pour la jeune Russe qui misait beaucoup sur ce tournoi, notamment pour reprendre la place de no 1 mondiale.
Il est révélé par la suite que ses échecs à Roland-Garros et à Wimbledon sont dus au réveil de sa blessure à l'épaule droite, la douleur s'étant brutalement réveillée lors du tournoi de Montréal. Elle bat difficilement la Polonaise Marta Domachowska au second tour puis renonce à son huitième de finale.
Elle redescend alors à la 3e place mondiale. Une IRM passée à la suite de son forfait montre que le mal est plus profond. Deux déchirures au niveau des tendons de son épaule obligent Maria Sharapova à faire une croix définitive sur les Jeux olympiques. La Russe Vera Zvonareva est alors appelée à remplacer sa compatriote pour les JO de Pékin, en double avec Elena Vesnina et en simple.
Maria officialise son absence au dernier Grand Chelem de la saison, l'US Open, ainsi que pour le reste de la saison 2008.

### 2009 - Le retour
La jeune Russe commence sa préparation pour l'Open d'Australie, où elle est tenante du titre, à un tournoi exhibition à Hong Kong mais est forcée de déclarer forfait en raison de son manque d'entraînement. Pour la même raison, elle décide de ne pas défendre son titre acquis l'an passé à l'Open d'Australie et sort du top 10 pour la première fois depuis 2004. Maria déclare aussi forfait pour les tournois de Paris et Dubai.
Maria fait son retour sur les courts au tournoi d'Indian Wells, mais seulement en double avec sa compatriote Elena Vesnina. Elle a pris cette décision parce que son épaule fatigue encore à la suite des enchaînements consécutifs de matchs, mais aussi afin de se tester et retrouver doucement la routine du circuit. Néanmoins, cela n'est pas concluant puisqu'elle perd dès son premier match face à la paire Tatiana Poutchek/Ekaterina Makarova en trois sets (1-6, 6-4, 7-10). Elle annonce ensuite son forfait pour le tournoi de Miami en raison d'une épaule encore fragile. Finalement, sa rentrée se fait au tournoi de Varsovie le 18 mai 2009.
Peu après, Maria, tombée à la 102e place mondiale, confirme sa participation à l'édition 2009 de Roland-Garros et réussit son entrée en battant au 1er tour la Biélorusse Anastasiya Yakimova en 3 sets. Au 2e tour, Maria arrache la victoire face à sa compatriote Russe Nadia Petrova, tête de série no 11 en 2 h 12 de jeu sur le score de 6-2, 1-6, 8-6. Au 3e tour, elle défait une nouvelle fois en trois sets la qualifiée Kazakhe Yaroslava Shvedova, 1-6, 6-3, 6-4. En huitièmes de finale, elle réussit un nouveau coup d'éclat, toujours en trois sets (6-4, 0-6, 6-4), face à la Chinoise Li Na, tête de série numéro 25, après avoir pourtant perdu sèchement le deuxième set. Au tour suivant, face à la Slovaque Dominika Cibulková, la Russe perd les 11 premiers jeux du match. Son réveil en fin de partie est finalement vainc et la tête de série numéro 20 s'impose largement (0-6, 2-6).

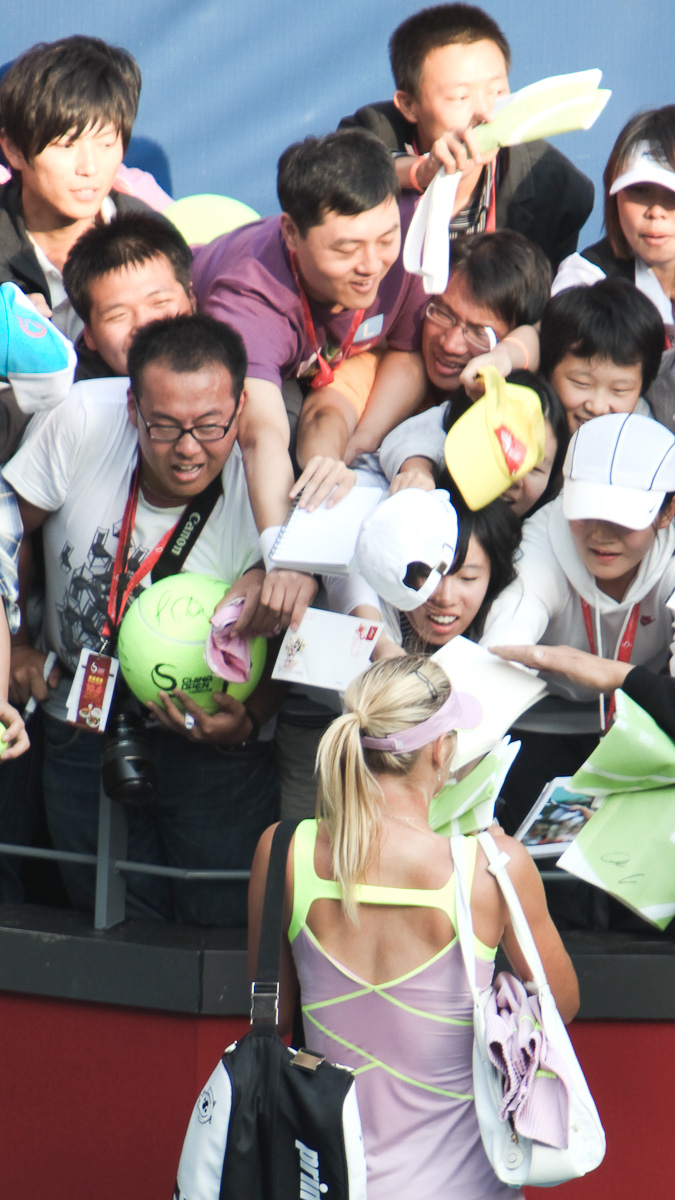
Maria Sharapova signant des autographes à Pékin en 2009.

Quelques jours après son dernier match sur terre battue et sa remontée à la 73e place au classement WTA (+ 29 places), Maria enchaîne sa préparation sur gazon en s'alignant au tournoi de Birmingham. Elle s'impose au 1er tour en disposant de la Canadienne Stéphanie Dubois en 2 sets. La joueuse Russe confirme son bon départ sur gazon en remportant au 2e tour son match face à l'Américaine Alexa Glatch. Quelques heures après seulement, Maria enchaîne son match du 3e tour. La pluie ayant perturbé le tournoi, Maria et d'autres joueuses durent en effet jouer deux matchs dans la même journée. Elle se qualifie pour les quarts de finale en éliminant Francesca Schiavone 6-1, 6-3. Le lendemain, Maria accède pour la première fois depuis son retour à la compétition aux 1/2 finales en se défaisant en 3 sets de Yanina Wickmayer, mais échoue ensuite aux portes de la finale en perdant son match face à la Chinoise Li Na : 4-6, 4-6. La Russe continue son ascension dans le classement mondial en gagnant 14 places, elle atteint ainsi la 59e place.
À Wimbledon, Maria, tête de série numéro 24, remporte son premier match avec 81 % de premières balles en battant l'Ukrainienne Viktoriya Kutuzova en deux sets, avant de perdre au second tour contre Gisela Dulko en 3 sets.
Au tournoi de Stanford, Maria se qualifie pour les quarts de finale en éliminant respectivement la Japonaise Ai Sugiyama et sa compatriote Russe Nadia Petrova 10e mondiale, avant de s'incliner face à Venus Williams (2-6, 2-6), 3e mondiale.
La joueuse Russe enchaîne les matchs en s'alignant au tournoi de Los Angeles. Elle passe le premier tour en s'imposant face à la Slovaque Jarmila Groth et continue sur sa lancée en disposant au deuxième tour de la tête de série numéro 3 Victoria Azarenka en 3 sets (64-7, 6-4, 6-2). Sharapova accède aux quarts de finale du tournoi en éliminant Alona Bondarenko. Elle se hisse finalement en demi-finale grâce à son succès face à Urszula Radwańska, avant de s'effondrer aux portes de la finale. Elle perd son match contre Flavia Pennetta (2-6, 6-4, 3-6) à cause d'un trop grand nombre de fautes directes et un service très moyen.
À Toronto, Maria passe le 1er tour en éliminant la tête de série numéro 10 Nadia Petrova en deux petits sets puis accède au 2e tour en remportant son match contre l'Autrichienne Sybille Bammer. En huitième de finale, Maria s'impose face à sa compatriote Russe Vera Zvonareva, (6-2, 7-63) tête de série numéro 7. En quart de finale, elle élimine Agnieszka Radwańska (6-2, 7-65). En demi-finale, elle élimine non sans peine sa compatriote Russe Alisa Kleybanova et atteint par la même occasion sa première finale WTA depuis son retour à la compétition. En finale et au terme d'un match de 2 h 03, elle finit par s'incliner (4-6, 3-6) face à Elena Dementieva. Elle progresse cependant de 19 places et atteint le 30e rang mondial.
Lors de l'US Open, Maria, tête de série numéro 29, passe aisément les deux premiers tours face à la Bulgare Tsvetana Pironkova puis face à l'Américaine Christina McHale mais s'incline lors du troisième tour contre Melanie Oudin (6-3, 4-6, 5-7), la révélation du tournoi.
À Tokyo, Maria entame le tournoi en remportant son match face à l'Italienne Francesca Schiavone (4-6, 7-5, 6-1). Elle passe le 2e tour en étrillant la tête de série numéro 12 Samantha Stosur en ne lui laissant qu'un jeu. En battant ensuite respectivement Alisa Kleybanova (2-6, 6-2, 6-2), Iveta Benešová (6-4, 7-5), Agnieszka Radwańska dans le dernier carré (6-3, 2-6, 6-4) en 2 h 09 et pour le titre, la 8e mondiale Jelena Janković (5-2 sur abandon en 43 minutes), elle remporte son premier tournoi de l'année. Avec cette victoire, Maria glane le 20e titre de sa carrière, 6 ans après son premier tournoi remporté ici à Tokyo. Cette victoire la propulse au 15e rang mondial, et à la 14e place au classement Race. De plus, cette victoire est de bon augure dans la course au Masters de Doha.
Quelques jours seulement après sa victoire à Tokyo, Maria enchaîne en s'alignant au tournoi de Pékin. D'entrée au 2e tour, elle remporte son match en éliminant la numéro 9 mondiale Victoria Azarenka en 3 h 06. Mais épuisée à la suite de son match face à la Biélorusse, Maria se fait éliminer dès les huitièmes de finale par la Chinoise Peng Shuai.
Bien qu'ayant manqué la moitié de la saison, on retiendra du parcours de Maria un titre à Tokyo, une finale à Toronto et un quart de finale à Roland-Garros.

### 2010 - Difficulté à revenir parmi les meilleures
Maria ne participe à aucun tournoi officiel en préparation de l'Open d'Australie mais gagne plusieurs matchs d'exhibition, notamment contre Venus Williams et Caroline Wozniacki.
Pour autant, elle se fait éliminer dès le 1er tour de l'Open d'Australie par sa compatriote et amie Maria Kirilenko en trois sets (64-7, 6-3, 4-6), cette dernière profitant de l'inconstance de Maria tout au long du match et de ses 77 fautes (66 fautes directes et 11 doubles fautes). Une défaite au premier tour d'un tournoi du Grand Chelem ne lui était plus arrivée depuis 2003.
Tête de série numéro 1 au Tournoi de Memphis, Maria remporte facilement ce tournoi en battant successivement Shenay Perry, Bethanie Mattek-Sands, Elena Baltacha, Petra Kvitová et enfin Sofia Arvidsson en finale sur le score de 6-2, 6-1, tout cela sans perdre un seul set mais en ayant affronté aucune top 50. Il s'agit du vingt et unième titre de sa carrière, le premier dans ce tournoi. Cette victoire permet à Maria Sharapova de remonter à la 13e place mondiale, son meilleur classement depuis son retour à la compétition en 2009.

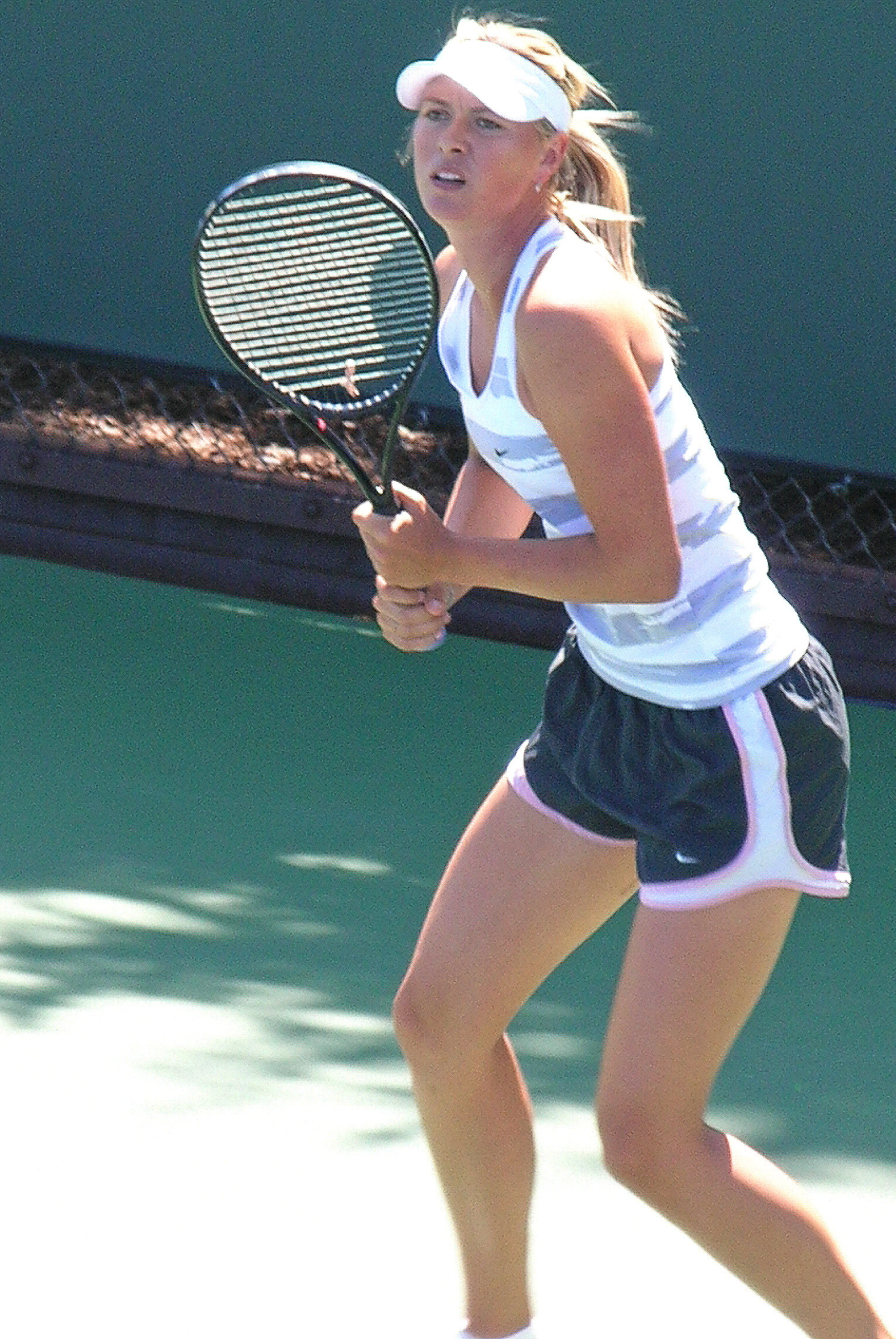
Sharapova à Stanford en 2010.

À Indian Wells, Maria, tête de série numéro 10, est exemptée de premier tour. Au second tour, elle est victorieuse de sa compatriote Vera Dushevina mais chute dès le tour suivant face à la Chinoise Zheng Jie et laisse envoler sa chance de remporter le tournoi une deuxième fois après son sacre en 2006. Maria, qui devait jouer le tournoi de Miami, doit y renoncer à cause de sa blessure au coude, elle sera absente des cours pendant un mois.
Pour son premier match sur terre battue à Madrid après un mois de soins, Maria se fait sortir dès le 1er tour par la Tchèque Lucie Šafářová (4-6, 3-6). Ayant obtenu une wild-card pour le tournoi de Strasbourg, la joueuse Russe, propulsée tête de série numéro une, s'y aligne afin de préparer au mieux Roland-Garros. Elle remporte le tournoi en battant en finale l'Allemande Kristina Barrois (7-5, 6-1), glanant ainsi son 22e titre en simple.
À Roland-Garros, Maria passe aisément le 1er tour en éliminant sa compatriote Russe qualifiée, Ksenia Pervak. Malgré les intempéries qui obligent la joueuse Russe à jouer son 2e tour sur deux jours, elle se qualifie sans difficulté pour le 3e tour en battant la Belge Kirsten Flipkens. Maria se retrouve alors face à Justine Henin l'autre Belge. Alors que les deux joueuses ont remporté un set chacune, le match est interrompu à cause du manque de luminosité. La Russe s'incline le lendemain lors du 3e set (2-6, 6-3, 3-6) et se fait éliminer prématurément du tournoi.
Sur gazon, à Birmingham, Maria tête de série numéro 2 atteint pour la 3e fois de l'année la finale dans un tournoi, après Memphis et Strasbourg, mais chute face à la chinoise Li Na (5-7, 1-6), 11e mondiale. Tête de série numéro 16, Maria commence bien le tournoi de Wimbledon en remportant facilement tous ses matchs, atteignant ainsi les huitièmes de finale. Elle finit par s'incliner en deux sets (69-7, 4-6) face à la numéro 1 mondiale, Serena Williams malgré un long premier set.
Forte de ce match malgré tout convaincant face à Serena, elle enchaîne au tournoi de Stanford ou elle arrive très fatiguée jusqu'en finale perdant face à Victoria Azarenka (4-6, 1-6). Elle aura notamment battu : la tête de série numéro 2, Elena Dementieva (6-4, 2-6, 6-3) et la tête de série numéro 3, Agnieszka Radwańska (1-6, 6-2, 6-2). Elle s'incline en finale du tournoi de Cincinnati face à la 7e mondiale, Kim Clijsters en se blessant au pied (6-2, 64-7, 2-6). Battant sur sa semaine Svetlana Kuznetsova, Andrea Petkovic, la 9e mondiale Agnieszka Radwańska (6-2, 6-3), Marion Bartoli en quart et Anastasia Pavlyuchenkova (6-4, 3-6, 6-2) en demi-finale.
Sa blessure contractée au pied lors de cette finale l'oblige à déclarer forfait pour le tournoi de Montréal. À l'US Open, elle est éliminée en huitièmes de finale par la numéro 2 mondiale, Caroline Wozniacki (3-6, 4-6) (après avoir infligé un cinglant 6-0 6-0 à la jeune Béatrice Capra au troisième tour.)
Elle se rend en Asie, perd son titre d'entrée à Tokyo face à Kimiko Date en trois set, puis à Beijing, elle bat Tsvetana Pironkova, mais trébuche dès le tour suivant face à Elena Vesnina (63-7, 2-6).
La Russe n'est pas concentrée sur son jeu, mais plutôt sur des affaires extra-sportives avec ses fiançailles et le contrat de 70 millions$ passé avec Nike.
Agacée par cette horrible saison, la Russe déclare forfait pour le tournoi de Moscou et le Masters bis de Bali.

### 2011 - Le retour au premier plan et5efinale de Grand Chelem
Maria Sharapova commence l'année par une élimination du tournoi d'Auckland en quart de finale face à Gréta Arn, 88e mondiale.
À l'Open d'Australie, elle se qualifie pour les huitièmes de finale en battant successivement Tamarine Tanasugarn, Virginie Razzano et Julia Görges (4-6, 6-4, 6-4), mais s'incline face à Andrea Petkovic en deux manches (2-6, 3-6), alors 33e mondiale. En Fed Cup, Maria s'incline face à la Française Virginie Razzano, auteure d'un match plein.
Après trois semaines de maladie qui l'empêchent de disputer les tournois de Paris, Dubaï et Doha, la Russe atteint la demi-finale du tournoi d'Indian Wells éliminée par la no 1 mondiale Caroline Wozniacki en deux manches sèches (1-6, 2-6), future lauréate. Et la finale de Miami en passant pas loin de la sortie en quart contre Alexandra Dulgheru (3-6, 7-66, 7-65), tout en ayant éliminé la 5e mondiale Samantha Stosur (6-4, 6-1) au quatrième tour, et l'Allemande Andrea Petkovic (3-6, 6-0, 6-2) en demie. Mais pour le dernier match, elle est séchée contre Victoria Azarenka (1-6, 4-6). Ces résultats lui permettent de réintégrer le top 10, classement qu'elle n'avait plus atteint depuis deux ans.
Elle remporte ensuite le tournoi de Rome en éliminant au passage la no 4 mondiale Victoria Azarenka en quart (abandon au 2e set après la perte du premier set), puis la no 1 mondiale Caroline Wozniacki (7-5, 6-3) et s'offre en finale l'Australienne Samantha Stosur no 7 mondiale, pour remporter son plus grand titre sur terre battue.

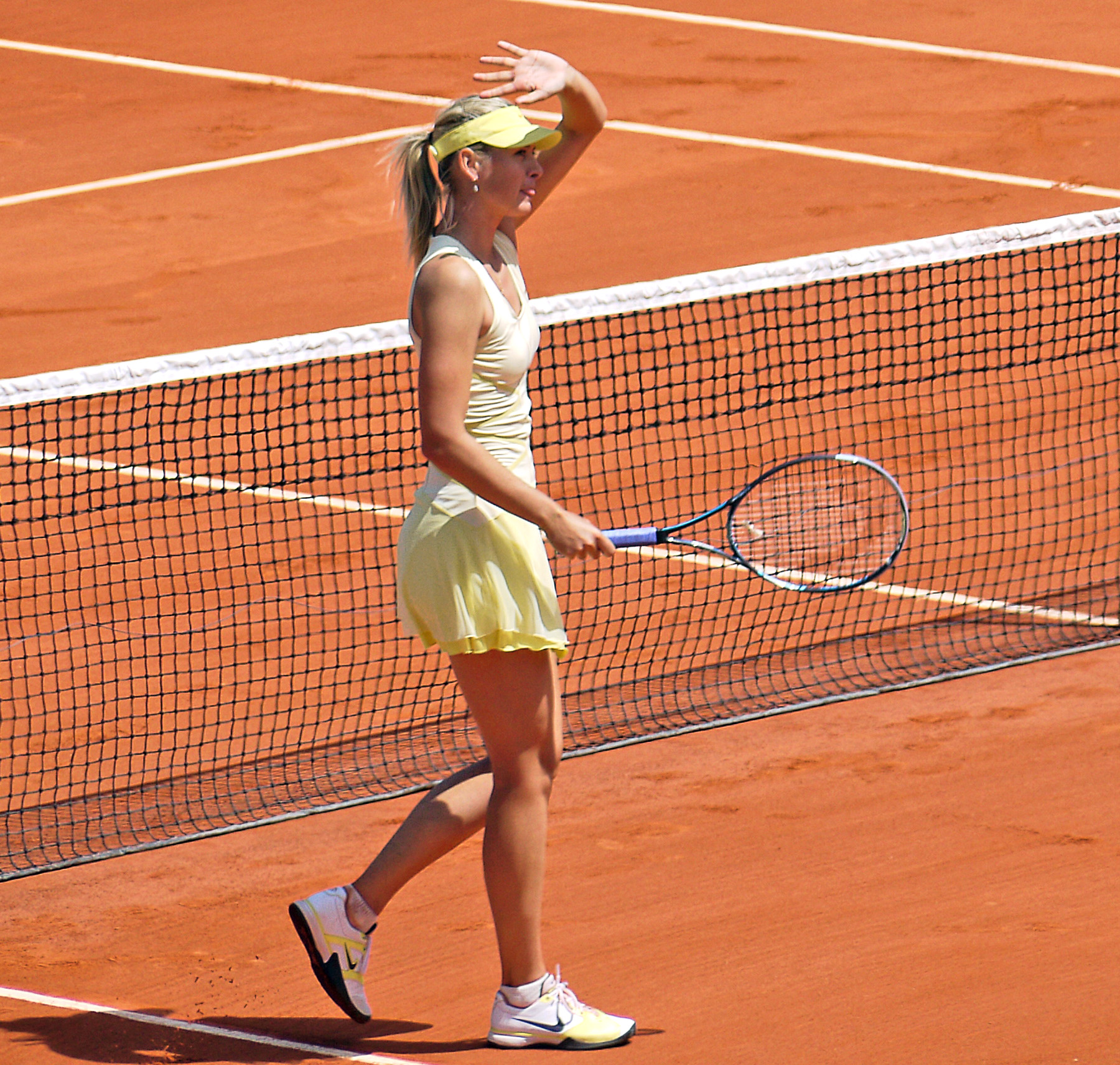
Sharapova à Roland-Garros en 2011.

Elle atteint la demi-finale de Roland-Garros après une grosse frayeur au 2e tour étant menée 3-6, 1-4 par la jeune Française de 17 ans Caroline Garcia 188e mondiale, avant de remporter les 11 derniers jeux du match et de s'imposer finalement 3-6, 6-4, 6-0. Elle élimine la Polonaise Agnieszka Radwańska (7-64, 7-5) en huitièmes, avant d'écarter Andrea Petkovic 12e mondiale, en quarts (6-0, 6-3), mais se fait éliminer ensuite en deux sets par la Chinoise 7e mondiale, Na Li (4-6, 5-7) future lauréate du tournoi, une rencontre marquée par le nombre de double fautes de la Russe (10), gênée par le vent sur son haut lancer de balle. Après ce bon résultat, Maria Sharapova remonte à la 6e place mondiale, soit son meilleur classement depuis février 2009.
À Wimbledon, Sharapova gagne le premier tour contre Anna Chakvetadze et le deuxième contre Laura Robson (7-64, 6-3) le tout en deux sets. Elle gagne le troisième tour contre Klára Koukalová, puis le quatrième contre Peng Shuai 20e mondiale (6-4, 6-2). Et elle se qualifie pour la finale en dominant coup sur coup : Dominika Cibulková (6-1, 6-1) en quart et l'Allemande 62e mondiale, Sabine Lisicki (6-4, 6-3) en demi-finale, sept ans après son premier titre. Elle s'incline en finale en deux sets secs (3-6, 4-6) face à Petra Kvitová 8e mondiale, qui était "juste trop forte" selon Sharapova, impressionnée par le niveau de jeu de la jeune Tchèque de 21 ans,.
Après des défaites précoces à Stanford en quart (1-6, 3-6) contre Serena Williams alors 169e mondiale, puis à Toronto en perdant au troisième tour (3-6, 5-7), contre la qualifiée Galina Voskoboeva classée 135e mondiale. Elle réagit en atteignant ensuite la finale du Masters 1000 de Cincinnati (après avoir battu la tête de série numéro 2 Vera Zvonareva en demi-finale : 2-6, 6-3, 6-3), qu'elle remporte aux dépens de Jelena Janković (4-6, 7-63, 6-3) dans un match tendu et compliqué. Grâce à ce résultat, elle monte à la 4e place mondiale.
À l'US open, Sharapova élimine au 1er tour la jeune Anglaise Heather Watson, puis la Biélorusse Anastasiya Yakimova mais tombe face à l'Italienne Flavia Pennetta (3-6, 6-3, 4-6) après plus de 2 h 30 de match. Cette élimination au 3e tour du dernier Grand Chelem de la saison est aussi le premier gros échec de la saison 2011 pour Sharapova. Même avec ce résultat, elle reprend la 2e place au classement WTA.
À Tokyo, elle abandonne face à Petra Kvitová sur blessure. Elle reprend au Master d'Istanbul placée dans le groupe blanc. Dans le premier match de poule, elle s'incline face à Samantha Stosur en deux manches. Dans le second match elle affronte la Chinoise Li Na et s'incline une nouvelle fois. Elle abandonne à la suite de cet échec et termine la saison à la 4e place mondiale.

### 2012 - Grand Chelem en carrière à Roland-Garros et place deno1mondiale récupérée
Elle commence l'année à l'Open d'Australie, où elle atteint la finale pour la troisième fois de sa carrière après 2007 et 2008. Pour y arriver, elle élimine successivement Gisela Dulko, Jamie Hampton, Angelique Kerber, et Sabine Lisicki (3-6, 6-2, 6-3) en huitièmes. Puis, elle vainc facilement Ekaterina Makarova (6-2, 6-3) en quart et la no 2 mondiale Petra Kvitová (6-2, 3-6, 6-4) en demi-finale,. Elle a l'occasion de retrouver la place de numéro 1 mondiale en remportant la finale, mais elle s'incline lourdement face à la Biélorusse Victoria Azarenka (3-6, 0-6), alors no 3 mondiale qui remporte son premier Grand Chelem et accède également pour la première fois à la première place mondiale dans ce qui était le gros enjeu de cette finale perdue par la russe.

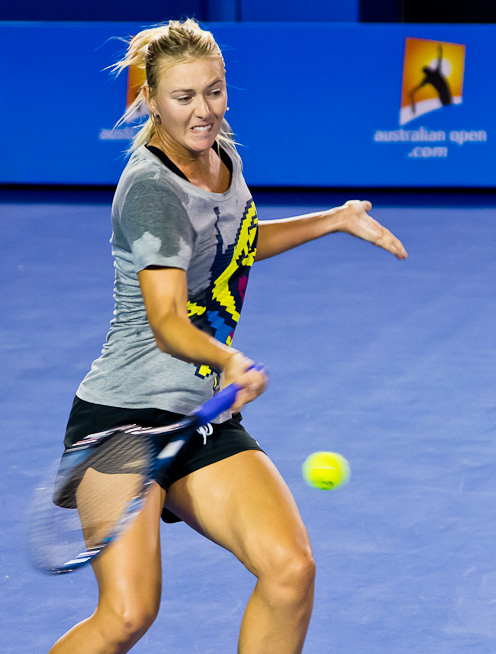
Maria Sharapova à l'Open d'Australie en 2012.

Elle participe pour la première fois à l'Open Gaz de France, où elle est favorite en tant que tête de série no 1, mais elle est sortie par l'Allemande Angelique Kerber (4-6, 4-6) en quart de finale. À l'Open d'Indian Wells, en Californie, elle atteint la finale, à nouveau battue par Azarenka en deux sets (2-6, 3-6), en ayant battu Maria Kirilenko (3-6, 7-5, 6-2) en quart et la Serbe Ana Ivanović sur abandon en demi-finale.
À l'Open de Miami, elle atteint de nouveau la finale, en commençant mollement contre Shahar Peer en perdant un set avant de dérouler sur son parcours, avec des victoires sur : Ekaterina Makarova (6-4, 7-63), la 8e mondiale Li Na (6-3, 6-0) en quart et la 6e mondiale Caroline Wozniacki (4-6, 6-2, 6-4) en 2 h 34 dans le dernier carré. Avant d'affronter pour le titre la 4e mondiale la Polonaise Agnieszka Radwańska qui s'impose en deux sets (5-7, 4-6).
Maria Sharapova dispute son premier tournoi sur terre battue à Stuttgart qu'elle gagne face à Victoria Azarenka en finale sur le score de (6-1, 6-4), remportant ainsi son premier tournoi de l'année. Après avoir battu notamment Samantha Stosur (65-7, 7-65, 7-5) 5e mondiale en quart après un marathon de plus de trois heures de jeu, et la 3e mondiale Petra Kvitová (6-4, 7-63) en demie. Elle continue sur terre battue (bleue) à Madrid mais elle est sortie en quart de finale par l'Américaine Serena Williams, tête de série no 9 et future lauréate du tournoi, sur le score de 1-6, 3-6. Elle remet ensuite son titre en jeu à Rome et le conserve face à la Chinoise Li Na 9e mondiale, la tenante du titre de Roland-Garros, sur le score de (4-6, 6-4, 7-65), et ayant battu sur son parcours Ana Ivanović, Venus Williams et Angelique Kerber le tout en deux sets.
Lors du deuxième Grand Chelem à Roland-Garros, elle remporte ses trois premiers tours, en ne concédant que 5 jeux en 3 matchs. Ces résultats ainsi que les défaites de nombreuses autres têtes de série la placent comme la grande favorite. Elle s'impose par la suite contre Klára Koukalová en huitièmes (6-4, 65-7, 6-2) plus difficilement, puis contre Kaia Kanepi en quart (6-2, 6-3), ce qui lui permet alors d'égaler sa meilleure performance à Roland-Garros. En demi-finale, elle bat Petra Kvitová 4e mondiale, (6-3, 6-3), accédant ainsi à sa première finale. Avec cette victoire, elle est également sûre de retrouver la place de no 1 mondiale après le tournoi. En finale, elle s'impose face à l'Italienne Sara Errani sur le score de (6-3, 6-2), et gagne pour la première fois Roland-Garros,. C'est l'ancienne championne Monica Seles qui lui remet son trophée. Avec ce premier titre à Roland-Garros, elle devient la 10e joueuse de l'histoire (la 6e de l'ère Open) à réaliser le Grand Chelem en carrière en simple.
Elle revient à Wimbledon, mais est éliminée en huitièmes de finale par la joueuse Allemande Sabine Lisicki en deux sets 4-6, 3-6, alors future finaliste de l'épreuve.
Aux Jeux olympiques de Londres où elle est porte drapeau de la délégation olympique russe, elle obtient la médaille d'argent en perdant en finale contre la 4e mondiale, Serena Williams (0-6, 1-6), après une finale expéditive qui est sa pire défaite contre l'Américaine,. Elle a cependant battu sur son parcours Sabine Lisicki difficilement (68-7, 6-4, 6-3) après une revanche de Wimbledon, puis Kim Clijsters (6-2, 7-5) et la surprise en demi-finale, sa compatriote Maria Kirilenko (6-2, 6-3).
Elle déclare forfait pour le tournoi de Montréal, puis pour celui de Cincinnati, alors qu'elle était la tenante du titre. À la suite de ce forfait, elle redescend à la place de no 3.

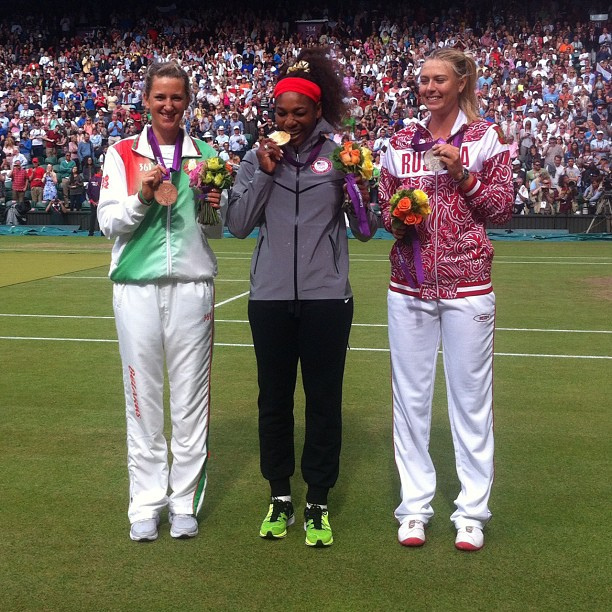
Victoria Azarenka médaillée de bronze, Serena Williams médaillée d'or et Maria Sharapova médaillée d'argent.

Elle reprend la compétition pour le dernier Grand Chelem de la saison, l'US Open, où elle sera tête de série no 3. Elle connaît 3 tours aisés, en battant au premier tour Melinda Czink sur le score de 6-2, 6-2, au deuxième tour Lourdes Domínguez Lino 6-0, 6-1 et au troisième tour une des joueuses Américaines ayant reçu une Wild Card, la jeune Mallory Burdette 6-1, 6-1. Sharapova connaît ensuite deux tours compliqués. En huitièmes, elle affronte sa compatriote Nadia Petrova, tête de série no 19. Si elle remporte le premier set aisément, elle connaît un deuxième set litigieux et un début de troisième set semblable, étant menée 0-2 avant une longue interruption due à la pluie. De retour sur les courts quelques heures plus tard, elle finit par s'imposer sur le score de (6-1, 4-6, 6-4). Son quart de finale face à la Française Marion Bartoli tête de série no 11, connaît un scénario similaire. La Russe commence très mal son match, étant menée 0-4 avant une nouvelle interruption due à la pluie. Le match est cette fois-ci reporté au lendemain, et Sharapova finit par s'imposer (3-6, 6-3, 6-4). Elle accède donc en demi-finale, stade de la compétition qu'elle a déjà atteint cette année à l'Open d'Australie (finaliste) et à Roland-Garros (lauréate). Elle s'incline cependant face à la numéro 1 mondiale Victoria Azarenka, au terme d'un match très intense de très haut niveau, particulièrement au troisième set, 6-3, 2-6, 4-6.
Pour la tournée asiatique, elle perdra en quart à Tokyo contre Samantha Stosur. Et ensuite, elle arrive à atteindre la finale à Pékin, en ayant battu deux top 10, la 6e Angelique Kerber (6-0, 3-0 ab.) en quart, puis la 8e mondiale Li Na en demi-finale (6-4, 6-0) assez facilement. Mais perdra à nouveau contre Azarenka en deux sets (3-6, 1-6) totalement impuissante.
Au Masters d'Istanbul, elle gagne ses trois matchs de poule contre Sara Errani (6-3, 6-2), Agnieszka Radwańska (5-7, 7-5, 7-5) et Samantha Stosur (6-0, 6-3). Elle prend sa revanche en battant la no 1 mondiale Victoria Azarenka, (6-4, 6-2) pour les demies en 1 h 36 et se qualifier pour la finale. Elle sera vaincu en moins d'une heure et demie (4-6, 3-6) contre Serena Williams et loupant encore un gros titre cette saison.
Elle termine sa saison avec 60 victoires pour 11 défaites (84.5 %), 3 titres dont un Grand-Chelem, 14 victoires pour 9 défaites face aux joueuses du top 10, $6 308 296 de Prize money pour la saison 2012, une médaille aux Jeux olympiques d'été, ainsi que quelques semaines à la première place mais où elle termine la saison no 2 mondiale pour la deuxième fois de sa carrière.

### 2013 -8efinale de Grand Chelem et saison stoppée par une nouvelle blessure à l'épaule droite
À l'Open d'Australie Sharapova remporte ses deux premiers tours 6-0, 6-0 contre sa compatriote Olga Puchkova et la Japonaise Misaki Doi. Au troisième tour, elle se défait de l'Américaine Venus Williams (6-1, 6-3), alors 26e mondiale; puis en huitième de finale, elle bat la Belge Kirsten Flipkens 6-1, 6-0 et en quart de finale une autre compatriote Ekaterina Makarova (6-2, 6-2) avant de s'incliner sur le même score en demi-finale face à la Chinoise Na Li 6e mondiale.
Peu après, elle atteint également les demi-finales au tournoi de Doha, s'inclinant assez sèchement contre Serena Williams sur le score de (3-6, 2-6).
Elle remporte son deuxième trophée à l'Open d'Indian Wells, sept ans après le premier, et le 28e titre de sa carrière, en battant en finale la Danoise Caroline Wozniacki (6-2, 6-2) alors 10e mondiale et dans une semaine sans perdre de set. Elle domine notamment pendant ce tournoi la 8e mondiale, Sara Errani (7-66, 6-2) en quart et Maria Kirilenko (6-4, 6-3) en demi-finale. Elle récupère ainsi la deuxième place au classement WTA. Elle atteint ensuite la finale à l'Open de Miami, en écrasant ses trois premières adversaires, puis ayant (re)battu Sara Errani (7-5, 7-5) 7e mondiale, et en balayant Jelena Janković (6-2, 6-1), pourtant récemment titrée au tournoi de Bogotá. Elle est pour le moment sur une série de 11 matchs consécutifs en 2 sets. Elle s'incline finalement contre Serena Williams sur le score de 6-4, 3-6, 0-6, au terme d'un match beaucoup plus accroché que les précédents contre cette adversaire.

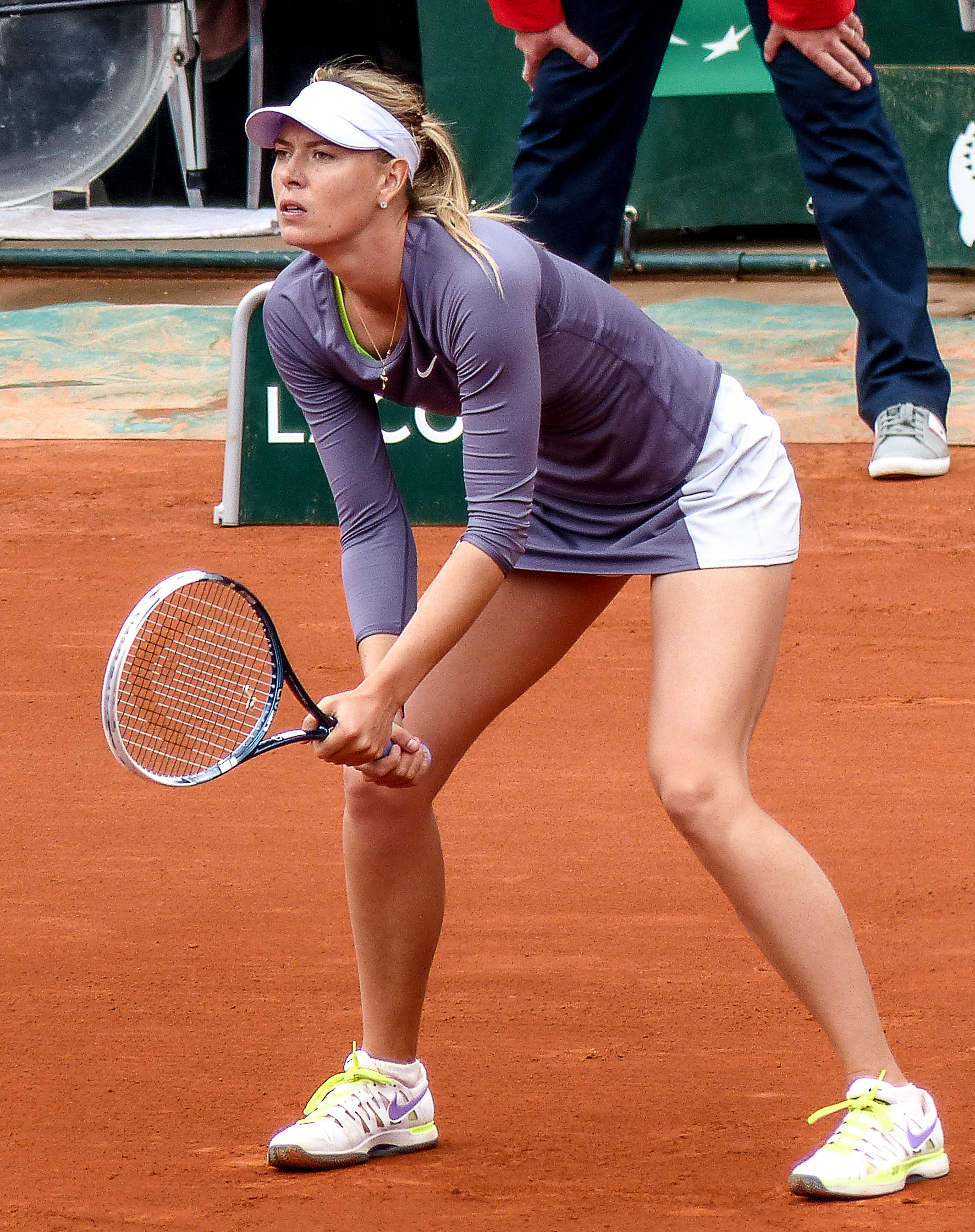
Sharapova à Roland-Garros en 2013.

Sharapova commence sa saison sur terre battue à Stuttgart où elle est tenante du titre. Elle y bat Lucie Šafářová (6-4, 63-7, 6-3), Ana Ivanović (7-5, 4-6, 6-4), Angelique Kerber (6-3, 2-6, 7-5) puis Na Li en finale (6-4, 6-4), seul match qu'elle gagne en deux sets. Elle remporte alors le 29e titre de sa carrière.
Après une semaine de repos, Sharapova participe au tournoi de Madrid, elle y bat les qualifiées Alexandra Dulgheru et Christina McHale, puis Sabine Lisicki, Kaia Kanepi et Ana Ivanović (6-4, 6-3) pour atteindre la 50e finale de sa carrière. Mais est une nouvelle fois battue en finale par Serena Williams sur le score de (1-6, 4-6) en 1 h 19. C'est sa douzième défaite consécutive face à Serena.
Lors de l'édition 2013 du tournoi de Roland-Garros, Sharapova parvient à se hisser en finale après avoir battu consécutivement : Hsieh Su-Wei, Eugenie Bouchard (6-2, 6-4), zheng Jie, la tête de série numéro 17, Sloane Stephens en huitièmes, le tout en deux manches (6-4, 6-3). Puis la tête de série numéro 18, Jelena Janković (0-6, 6-4, 6-3) en quart dans un match tendu de par le premier set mais gagnant le match bouclé en presque deux heures. Et surtout la 3e mondiale, Victoria Azarenka en demi-finale (6-1, 2-6, 6-4) dans un match serré également de 2 h 10. Mais se fait battre par Serena Williams en 2 sets (4-6, 4-6) en 1 h 46, sa treizième défaite consécutive face à celle-ci.
À Wimbledon, tête de série no 3, elle se fait éliminer par la qualifiée Portugaise Michelle Larcher de Brito (3-6, 4-6) de manière surprenante. Victoria Azarenka ayant déclaré forfait, elle récupère la deuxième place mondiale. Après Wimbledon, elle se sépare de son entraîneur Thomas Högstedt et le 13 juillet, elle embauche l'ancien champion Jimmy Connors avec qui elle avait déjà travaillé en 2008.
Elle déclare forfait pour le tournoi de Stanford et de Toronto pour cause de blessure à la hanche, et effectue un retour attendu au tournoi de Cincinnati. La coopération avec Jimmy Connors va s'arrêter net après un match et la défaite de la Russe face à Sloane Stephens (6-2, 65-7, 3-6) dès son entrée en lice au tournoi de Cincinnati.
Elle annonce alors que son père va l'aider pour cette fin de saison. Des rumeurs affirment que la Russe souffrirait à nouveau de l'épaule dont elle a été opérée en octobre 2008. La Russe confirme les inquiétudes de chacun : elle souffre d'une bursite à l'épaule droite depuis juin 2013. Elle déclare ainsi forfait pour New York, Tokyo et Beijing. Qualifiée pour le Masters sans réellement pouvoir jouer depuis sa finale de Roland-Garros, elle déclare finalement forfait le 7 octobre.

### 2014 - Retour au meilleur niveau, deuxième Roland-Garros etno2mondiale
Maria Sharapova fait son retour à l'Open de Brisbane, où elle atteint les demi-finales, battue par sa bête noire Serena Williams : 2-6, 67-7.
Elle enchaîne ensuite avec l'Open d'Australie, où elle bat Bethanie Mattek-Sands (6-3, 6-4) au premier tour, avant de batailler durant 3 h 28 contre Karin Knapp (6-3, 4-6, 10-8) au deuxième tour, puis Alizé Cornet au 3e tour (6-1, 7-66). Elle s'incline cependant en huitièmes de finale face à Dominika Cibulková (6-3, 4-6, 1-6) alors 24e mondiale et future finaliste.
Maria Sharapova s'aligne ensuite à l'Open de Coubertin à Paris, où elle s'incline en demi-finales contre Anastasia Pavlyuchenkova (6-4, 3-6, 4-6) qui gagnera le tournoi, après 2 victoires pourtant convaincantes car faciles contre Daniela Hantuchová (6-0, 6-1) et Kirsten Flipkens (6-2, 6-2). Elle ne participe pas au tournoi de Doha, étant consultante d'une chaîne américaine aux Jeux olympiques de Sotchi, et porte-flambeau de ces Jeux.
À l'Open d'Indian Wells, « Masha » déçoit en s'inclinant en troisième tour contre la qualifiée, 79e mondiale Camila Giorgi (3-6, 6-4, 5-7) en développant un niveau de jeu très loin de ses attentes. Cette défaite dure à accepter a eu l'effet d'un déclic pour Sharapova, qui enchaîne ensuite les bons résultats. En effet, elle arrive en demi-finales au Master 1000 de Miami, en éliminant la Japonaise Kurumi Nara au premier tour (6-3, 6-4), Lucie Šafářová au deuxième (6-4, 67-7, 6-2) dans un match de très bonne qualité, Kirsten Flipkens en huitièmes (3-6, 6-4, 6-1), puis Petra Kvitová 8e mondiale, en quarts (7-5, 6-1). Elle s'incline en revanche contre Serena (4-6, 3-6) en ayant mené 4-1 dans le premier set.

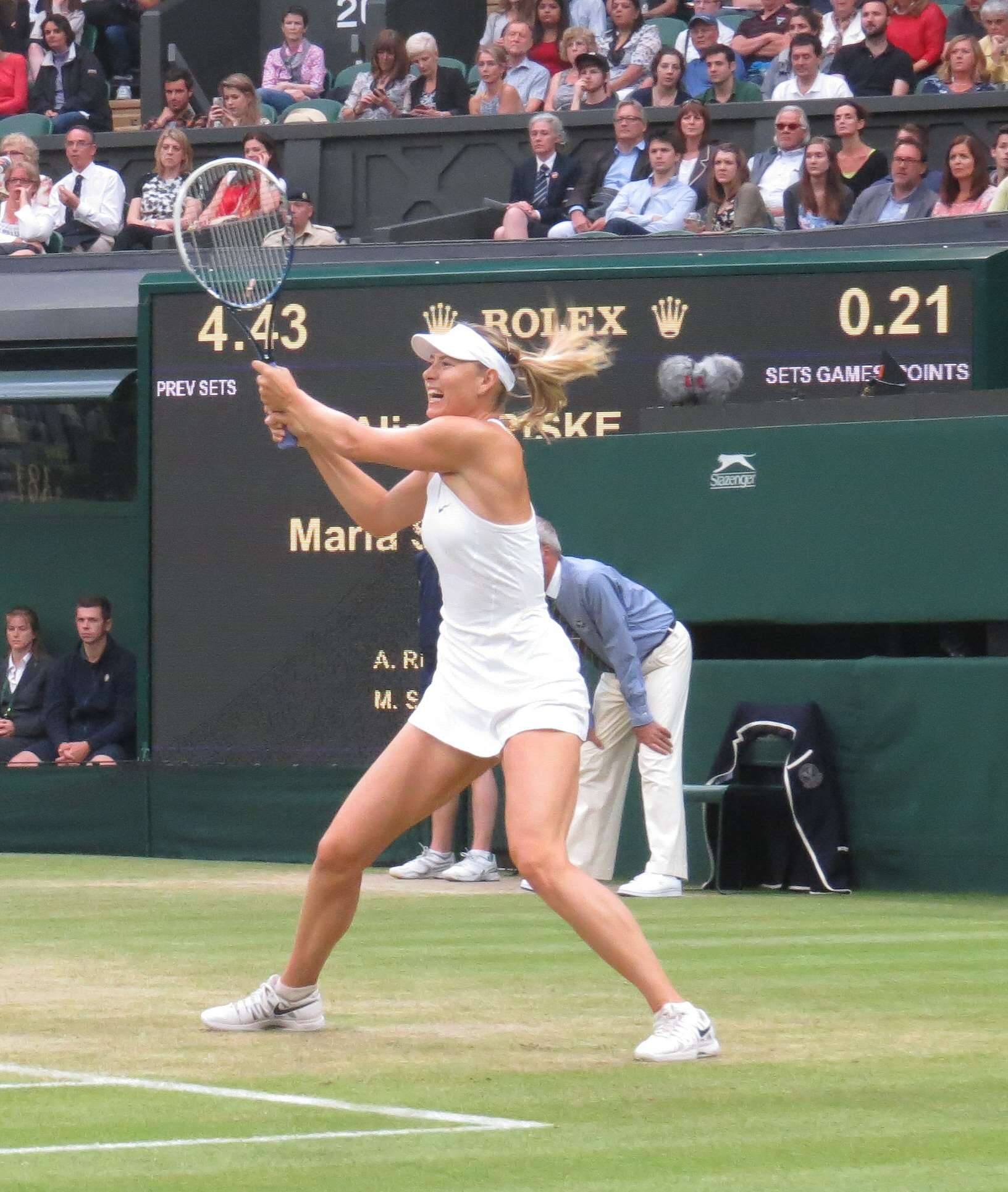
Maria Sharapova à Wimbledon en 2014.

Mais Maria Sharapova retrouve toutes ses couleurs lors de la saison sur terre battue. Elle commence idéalement cette saison en remportant pour la 3e fois d'affilée le tournoi de Stuttgart en battant Ana Ivanović en finale (3-6, 6-4, 6-1) après avoir été mené 5-0 au premier set et 3-6, 1-3 balle de 1-4. Elle a notamment battu Lucie Šafářová (7-65, 65-7, 7-62) au premier tour d'un combat bien compliqué de plus de trois heures, et Agnieszka Radwańska, no 3 mondiale, en quart (6-4, 6-3). Elle poursuit cette bonne dynamique en remportant dans la foulée le Master 1000 de Madrid, en battant successivement Klára Koukalová (6-1, 6-2), Christina McHale (6-1, 4-6, 6-4) plus laborieusement, Samantha Stosur (6-4, 6-3), puis Li Na, no 2 mondiale (2-6, 7-65, 6-3), et la no 3 mondiale Agnieszka Radwańska (6-1, 6-4) pour arriver en finale en tout juste une heure. Enfin elle affronte la talentueuse 5e mondiale Roumaine Simona Halep (1-6, 6-2, 6-3) après deux heures d'intensité. N'ayant pas retrouvé l'intégralité de sa forme physique après avoir gagné 12 matchs de suite, elle s'incline au 3e tour du tournoi de Rome face à Ana Ivanović (1-6, 4-6).
Lors de l'édition 2014 du tournoi de Roland-Garros, elle bat respectivement Ksenia Pervak, Tsvetana Pironkova et Paula Ormaechea sur un cinglant (6-0, 6-0) puis, non sans difficulté, Samantha Stosur 18e mondiale, en 1/8 de finale qu'elle vainc (3-6, 6-4, 6-0) en perdant son premier set du tournoi en deux heures. En quart, elle a également du mal à battre Garbiñe Muguruza (1-6, 7-5, 6-1) en 2 h 6 et passer dans le dernier carré, où elle affronte la novice Eugenie Bouchard 16e mondiale, en demi-finale, qu'elle bat encore au mental (4-6, 7-5, 6-2) en 2 h 27. Elle affronte finalement Simona Halep 4e mondiale, dans sa 3e finale consécutive à Roland-Garros qu'elle remporte après un match très accroché, d'une rare intensité, et d'un très haut niveau et de 3 h 02 de jeu (6-4, 65-7, 6-4). C'est son 5e titre du Grand Chelem, le premier qu'elle remporte pour la deuxième fois,. Elle affiche un bilan de 19 victoires et 1 défaite sur terre battue en 2014, et un ratio de 54 victoires pour 4 défaites depuis 2011 sur terre battue.
À Wimbledon, Sharapova, tête de série no 5, s'incline face à l'Allemande Angelique Kerber (no 7 mondiale) en trois sets (64-7, 6-4, 4-6) lors des huitièmes de finale, après avoir sauvé sept balles de match.
Elle poursuit sa saison par la tournée nord-américaine à Montréal, où elle ne fait pas d'étincelles, passant un tour face à Muguruza (4-6, 6-3, 6-1) avant de se faire sortir par une autre Espagnole, Carla Suárez Navarro, en trois sets et en ayant seulement 42 % de points gagnés sur son engagement.
La Russe s'aligne à Cincinnati la semaine suivante, elle y atteint les demi-finales en éliminant Madison Keys (6-1, 3-6, 6-3), Anastasia Pavlyuchenkova (6-4, 7-62) et surtout la no 2 mondiale en quarts Simona Halep (3-6, 6-4, 6-4). Comme à Rome, Ana Ivanović l'évince du tournoi.
Maria prend part à l'US Open, dernier Grand Chelem de la saison, et passe trois tours face à Maria Kirilenko (6-4, 6-0), Alexandra Dulgheru (4-6, 6-3, 6-2) et Sabine Lisicki (6-2, 6-4). Elle est battue en huitièmes de finale par la Danoise Caroline Wozniacki (4-6, 6-2, 2-6), tête de série no 10, future finaliste.
Elle gagne quand même une place au classement WTA (4e) et gagne sa place pour le master de fin d'année.
Maria Sharapova s'aligne à Pékin, où elle dispose aisément de Kaia Kanepi, Elina Svitolina et Carla Suarez Navarro (6-1, 7-63) lors de ses trois premiers tours. En quart de finale, elle élimine sa compatriote Svetlana Kuznetsova (6-0, 6-4), et avance en demi-finale où elle bat sèchement la no 9 mondiale, Ana Ivanovic (6-0, 6-4) en une heure et demie. En finale, elle sort victorieuse d'un match riche en rebondissements face à la no 3 mondiale, Petra Kvitova (6-4, 2-6, 6-3) en 2 h 28. Grâce à ce 4e succès cette année sur le circuit, Maria Sharapova accède de nouveau à la 2e place mondiale.
Au masters de fin d'année à Singapour, Maria fait partie du groupe Blanc avec Caroline Wozniacki, Petra Kvitová et Agnieszka Radwańska. Elle n'arrive pas à se qualifier pour les demi-finales avec 2 défaites contre Wozniacki en 3 sets (64-7, 7-65, 2-6) en 3 h 13 de jeu, et Kvitova en 2 sets (3-6, 2-6) en 1 h 15. Néanmoins, elle remporte son dernier match de la saison contre Radwanska en 3 sets (7-5, 64-7, 6-2) après 3 h 09. Encore un gros match, qui l'assure de terminer l'année à la 2e place mondiale.
Elle termine sa saison avec 49 victoires pour 13 défaites (79 %), 4 titres dont un Grand-Chelem, 10 victoires pour 5 défaites face aux joueuses du top 10, $5 439 357 de Prize money pour la saison 2014, elle termine la saison no 2 mondiale pour la troisième fois de sa carrière.

### 2015 -10efinale de Grand Chelem et blessures diverses ralentissant sa saison
Maria Sharapova commence merveilleusement bien l'année 2015 avec un titre à l'Open de Brisbane. Elle bat successivement Yaroslava Shvedova (6-0, 6-1), Carla Suárez Navarro (6-1, 6-3) et Elina Svitolina (6-1, 6-3) en demie. En finale, elle cède un set au tie-break face à Ana Ivanović (64-7, 6-3, 6-3), 5e mondiale.
Lors de l'Open d'Australie, elle se fait une frayeur au 2e tour face à la qualifiée Alexandra Panova qu'elle bat en 3 sets après avoir dû sauver 2 balles de match (6-1, 4-6, 7-5). Elle se hisse ensuite facilement en finale en éliminant sans perdre le moindre set : Zarina Diyas, Peng Shuai, Eugenie Bouchard 7e mondiale, (6-3, 6-2) en quart, en seulement 1 h 18 de jeu et sa compatriote Ekaterina Makarova 11e mondiale, qu'elle vainc (6-3, 6-2) en 1 h 27, et se qualifiant pour sa quatrième finale à Melbourne. Une fois en finale, elle rencontre sa bête noire Serena Williams numéro 1 mondiale, qu'elle n'a plus battu depuis 2004, et s'incline en deux sets (3-6, 65-7), perdant ainsi une autre finale importante en 1 h 50.

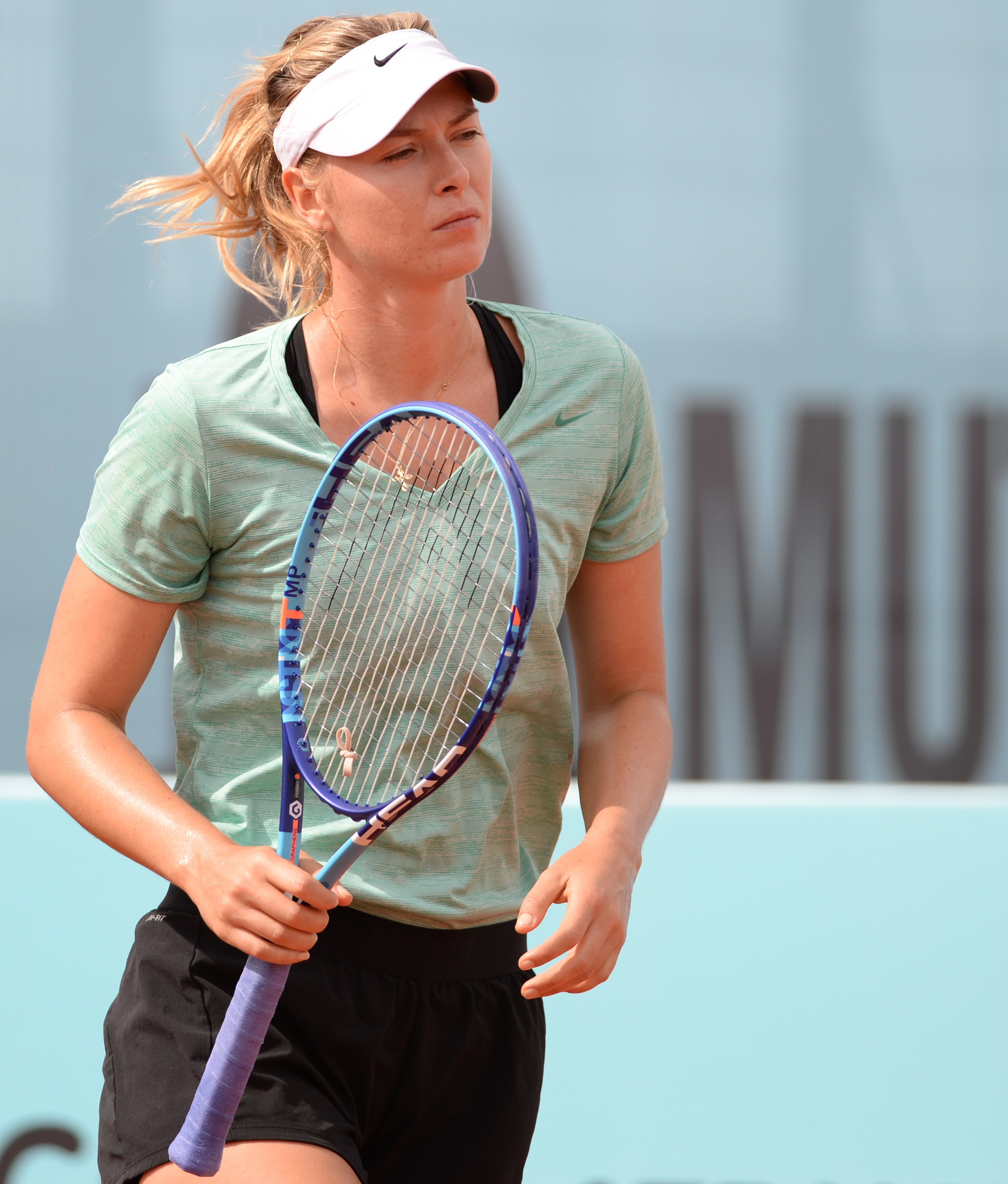
Maria Sharapova à Madrid en 2015.

Après trois ans d'absence, Maria Sharapova fait son grand retour en Fed Cup où elle est opposée à la Pologne d'Agnieszka Radwańska. Elle gagne d'ailleurs son simple contre elle (6-1, 7-5) et bat sèchement sa sœur (6-0, 6-3).
À Acapulco, elle se voit contrainte de déclarer forfait avant la demi-finale à cause d'un virus gastrique, alors qu'elle devait affronter Caroline Garcia. Elle enchaîne ensuite une série de défaites prématurées : à Indian Wells au quatrième tour face à Flavia Pennetta (6-3, 3-6, 2-6) et au deuxième tour à Miami face à la jeune Daria Gavrilova en deux sets (64-7, 3-6).
Sur le début de la tournée sur terre, lors du tournoi de Stuttgart, alors qu'elle est triple tenante du titre, elle se fait éliminer dès le deuxième tour par la 14e mondiale Angelique Kerber (6-2, 5-7, 1-6), future lauréate. À Madrid, ici aussi tenante du titre, elle se reprend en battant Caroline Garcia (6-2, 4-6, 7-5) sur le fil, puis la 5e mondiale, Caroline Wozniacki (6-1, 3-6, 6-3) pour se hisser en demi-finale. Mais elle se fait complètement dominer (2-6, 4-6) par sa compatriote Svetlana Kuznetsova. De retour sur la terre battue romaine, Maria retrouve son meilleur tennis au bon moment et remporte pour la troisième fois le titre après un match difficile face à Carla Suárez Navarro 10e mondiale, (4-6, 7-5, 6-1) et plus de deux heures et demie de jeu. Lors de cette semaine, elle bat Victoria Azarenka (6-3, 6-2) et prend sa revanche sur Daria Gavrilova le tout en deux sets (7-5, 6-3) en demi-finale.
Après à Roland-Garros, elle passe les trois premiers tours sans encombre mais à la surprise générale, perd son titre en s'inclinant en huitième de finale contre la 13e mondiale Lucie Šafářová (63-7, 4-6), future finaliste.
Depuis cette défaite, elle n'a disputé qu'un seul tournoi, Wimbledon où elle arrive avec force jusqu'en demi-finale, en ne perdant aucun set jusqu'en quart dans un match compliqué de 2 h 46 contre Coco Vandeweghe (6-3, 63-7, 6-2) où l'Américaine s'est montrée énervée du comportement de la Russe. Elle perd une fois de plus contre sa bête noire, Serena Williams (2-6, 4-6) en 1 h 19.
Après une tournée américaine perturbée par des douleurs au genou, elle déclare finalement forfait pour le dernier grand chelem de la saison. Après plus de deux mois sans jouer le moindre match, elle revient pour disputer la tournée asiatique en commençant à Wuhan, hélas elle abandonne dans le troisième set face à Barbora Strýcová pour une douleur ressentie à un poignet. Alors tenante du titre à Pékin, elle déclare forfait, suite des conséquences de son abandon souffrant de l'avant-bras gauche.
Maria Sharapova revient pour le Masters de Singapour placée dans le groupe rouge, Sharapova impressionne et bat ses adversaires, elle enchaîne des victoires contre Simona Halep (6-4, 6-4) en 1 h 54, Pennetta (7-5, 6-1) en 1 h 27 et Radwanska (4-6, 6-3, 6-4) en 2 h 47,. Et accède en demi-finale où elle se fait stopper par une redoutable Petra Kvitová (3-6, 63-7) en 1 h 49. Elle finalise cette saison 2015 au rang de 4e mondiale derrière Muguruza, Halep et la no 1 Serena Williams.

### 2016 - Contrôle positif lors d'un test antidopage durant l'Open d'Australie et suspension
Maria Sharapova commence l'année 2016 par un forfait à l'Open de Brisbane, alors qu'elle était tenante du titre, toujours touchée à l'avant-bras.
Elle participe finalement à l'Open d'Australie où elle atteint les quarts de finale sans trop de difficultés en perdant un set contre Lauren Davis au troisième tour, et battant la jeune Suissesse Belinda Bencic 13e mondiale (7-5, 7-5) au tour suivant. Elle y retrouve la numéro 1 mondiale, Serena Williams qui la bat pour la 18e fois consécutive (4-6, 1-6) en une heure et demie.
Le 7 mars 2016, après avoir convoqué une conférence de presse, elle annonce avoir été contrôlée positive au meldonium à l'Open d'Australie qui s'était déroulé quelques mois plus tôt. Elle précise qu'elle prenait ce médicament depuis 2006 pour lutter contre des soucis de santé, médicament apparu fin décembre 2015 sur la liste des produits prohibés, ce qu’elle « ne savait pas ». Situation improbable pour cette athlète, qui risque une lourde suspension et la perte de ses partenaires majeurs. L'ancienne numéro 1 mondiale écrit cependant « Je suis déterminée à rejouer au tennis, j'espère que j'aurai la chance de pouvoir le faire ». « J'aimerais ne pas avoir à vivre cela, mais c'est le cas et je vais y arriver », a-t-elle assuré dans un long message, son premier depuis qu'elle a annoncé à Los Angeles son contrôle positif. Sportive la mieux payée au monde selon le classement Forbes de 2015, avec des revenus publicitaires provenant des sucreries Sugarpova et les voitures Porsche qui a « choisi de repousser toutes les activités prévues » alors que l'équipementier sportif Nike décide de suspendre sa relation avec elle « le temps de l'enquête » et les montres TAG Heuer renoncent à leur partenariat. Maria Sharapova est suspendue pour une durée de deux ans, soit du 26 janvier 2016 au 25 janvier 2018 qui est réduite à quinze mois après que la Russe a fait appel au Tribunal arbitral du sport (TAS). Sharapova peut ainsi reprendre la compétition le 26 avril 2017 ; Nike décide finalement de rester avec la Russe malgré sa suspension.

### 2017 - Retour à la compétition
Maria fait son retour en avril au tournoi de Stuttgart, au terme d'une suspension de quinze mois. Mais ce retour ne fait pas l'unanimité au sein du circuit de la WTA, car il est lié à plusieurs invitations d'organisateurs des tournois de Stuttgart, Madrid et Rome,,,. Elle remporte son premier match face à la 36e joueuse mondiale Roberta Vinci, en 2 sets (7-5, 6-3). Elle bat ensuite coup sur coup Ekaterina Makarova (7-5, 6-1) et Anett Kontaveit (6-3, 6-4), avant de s'incliner en demi-finale face à Kristina Mladenovic (6-3, 5-7, 4-6) qui perdra en finale. Au tournoi de Madrid après une victoire difficile face à Mirjana Lučić-Baroni en trois manches, elle s'incline contre la Canadienne Eugenie Bouchard (5-7, 6-2, 4-6) après 2 h 52 d'un gros combat. Enfin à Rome, elle perd à nouveau au second tour, cette fois ci contre Mirjana Lučić-Baroni sur abandon, blessée à la cuisse gauche, et ne jouera finalement pas les Internationaux de France, non invitée par les organisateurs. Elle renonce le 10 juin à toute la saison sur gazon, y compris Wimbledon, étant insuffisamment remise de sa blessure contractée à Rome.
Elle reçoit ensuite une invitation pour 3 tournois de la tournée américaine de la WTA à Toronto, Cincinnati et Stanford. À Stanford, elle passe le premier tour face à Jennifer Brady mais déclare ensuite forfait avant son match contre Lesia Tsurenko. L'ex numéro 1 mondiale finira par renoncer à Toronto puis à Cincinnati. Elle profitera de cette pause pour se préparer pour l'US Open, dernier Grand Chelem de l'année dont elle obtiendra une invitation.
Maria Sharapova dispute le 28 août son premier match en tournoi du Grand Chelem depuis les quarts de finale de l'Australian Open le 25 janvier 2016, à l'occasion de l'US Open. Alors 146e mondiale, elle affronte d'entrée la no 2 mondiale Simona Halep lors d'un combat qui dure plus de 2 h et 44 minutes devant le public du court Arthur Ashe (6-4, 4-6, 6-3) réalisant 66 coups gagnants et 64 fautes directes. Elle se qualifie ensuite pour le 3e tour après un match serré et à nouveau en trois manches, en battant la Hongroise Tímea Babos (64-7, 6-4, 6-1) après plus de deux heures. Elle passe en huitième de finale en battant l'invitée Sofia Kenin (7-5, 6-2), pour affronter la Lettonne Anastasija Sevastova, tête de série numéro 16, face à laquelle elle s'incline en 3 sets (7-5, 4-6, 2-6).
Elle revient pour la tournée asiatique avec Pékin. Affrontant et prenant sa revanche sur Anastasija Sevastova (7-63, 5-7, 7-67) au terme d'un match accroché et physique de plus de trois heures de jeu, et révélant après match qu'elle a besoin de match de ce genre. Puis à nouveau Ekaterina Makarova (6-4, 4-6, 6-1), avant de chuter lourdement en huitième (2-6, 2-6) face à la no 2 mondiale, Simona Halep (future no 1 mondiale) et signant sa première défaite contre la Roumaine. Puis elle joue à Tianjin grâce à une invitation. Elle bat (6-4, 6-2) au premier tour la tête de série numéro 9, Irina-Camelia Begu prenant la place de Caroline Garcia forfait pour le tournoi. Ensuite elle enchaîne Magda Linette, Stefanie Vögele et la locale Peng Shuai sans perdre de set pour passer en finale. Elle affronte la jeune de 19 ans, la Biélorusse Aryna Sabalenka, dans un match durant plus de deux heures où la Russe sera dominée et menée à chaque manche (1-4 dans la première manche et 1-5 service pour la Biélorusse dans la seconde manche). Sharapova gagnera finalement (7-5, 7-68) pour remporter le 36e titre de sa carrière, le premier depuis Rome en 2015,. Maria Sharapova termine son année 2017 à la 59e place mondiale.

### 2018 - 1/4 de finale aux internationaux de France et retour dans le top 25
Maria décide d'entamer sa saison 2018, charnière pour la suite de sa carrière, au tournoi chinois de Shenzhen. Elle y bat la Roumaine Mihaela Buzărnescu au 1er tour, l'Américaine Alison Riske (4-6 6-3 6-2) au second tour, puis Zarina Diyas en quart de finale. En demi-finale, elle est sortie par la Tchèque Kateřina Siniaková (2-6 6-3 3-6). Son parcours est néanmoins prometteur.
A l'open d'Australie, second grand chelem auquel elle participe depuis son retour de suspension, elle affronte l'Allemande Tatjana Maria au premier tour puis bat la tête de série 14 Anastasija Sevastova (6-1 7-6). Elle pourra néanmoins mesurer la distance qui la sépare encore des toutes meilleures après sa défaite nette (1-6 3-6) contre l'Allemande Angelique Kerber, future demi-finaliste et lauréate de Wimbledon.
Après deux semaines de pause, Sharapova prend part au tournoi Premier 5 de Doha. Elle est alors 41e au classement mondial. Malgré une belle bataille, elle est éliminée par la Roumaine Monica Niculescu (6-4 4-6 3-6) au premier tour. Viennent ensuite deux autres désillusions pour Maria, avec une défaite au premier tour contre Naomi Osaka, future lauréate de l'épreuve à Indian Wells et contre la Française tête de série 6 Caroline Garcia à Stuttgart (6-3 6-7 4-6). Ces nombreuses défaites en emportant le premier set et en perdant les deux suivants remettent alors en doute sa capacité à tenir sur de longs matches.
La saison sur terre battue qu'elle dominait traditionnellement entre 2011 et 2015 arrive et représente une aubaine pour la 52e joueuse mondiale de remonter au classement WTA. Quart de finaliste au Premier Mandatory de Madrid, elle est sortie par la future finaliste néerlandaise Kiki Bertens (6-4 2-6 3-6). Ses trois victoires en deux manches précédent son quart, contre la Française Mladenovic en huitième notamment, sont encourageants. Au tournoi Premier 5 de Rome qu'elle remporta à trois reprises par le passé, elle parvient même à se hisser jusqu'en demi-finale, la seconde de l'année, en éliminant la tête de série 16 Ashleigh Barty au 1er tour (7-5 3-6 6-2), Dominika CIbulkova au second tour en inversant la tendance du match (3-6 6-4 6-2) puis la tenante du titre à Roland Garros Jelena Ostapenko en quart de finale (6-7 6-4 7-5) après un match de folie. En demi-finale, elle retrouve Simona Halep, numéro une mondiale et nouvelle reine de la terre battue. Après un combat acharné, elle doit s'avouer vaincue (6-4 1-6 4-6), mais son retour parmi les 30 meilleures joueuses de la planète est alors incontestable.
Il ne lui reste plus qu'à confirmer ce retour aux Internationaux de France, tournoi qu'elle avait remporté en 2012 et 2014, tout en atteignant la finale en 2013. En sortant la jeune Croate Dont Vekic (7-5 6-4) puis la tête de série 6 Karolina Pliskova au 3e tour (6-2 6-1), la Russe fait sensation. Elle doit alors affronter sa plus grande rivale Serena Williams, qui joue alors son troisième tournoi depuis son retour de maternité. Maria fait figure de favorite et aurait ainsi l'occasion de battre Serena Williams pour la première fois depuis novembre 2004. Cependant, l'Américaine déclare forfait quelques heures avant la rencontre à cause de douleurs au pectoral droite l'empêchant de servir. En quart de finale, son premier et seul quart de finale en Grand Chelem après son retour de suspension, elle affronte la jeune Espagnole Garbine Muguruza, déjà victorieuse à deux reprises en Majeur et numéro une mondiale en 2017. La différence de niveau ce jour-là est sans appel et Maria est éliminée sèchement (2-6 1-6). Néanmoins, cette saison sur terre battue prouve que Maria a encore les capacités pour battre les meilleures. Elle occupe le 23e rang mondial après les internationaux de France.

### 2020 - Sortie au premier tour de l'Open d'Australie et retraite
Le 21 janvier 2020, Sharapova s'incline dès le premier tour de l'Open d'Australie face à la Croate Donna Vekić (6-3, 6-4). Cette défaite constitue la troisième élimination consécutive lors d'un premier tour de Grand Chelem. Il faut remonter à l'année 2010 pour la voir éliminée dès le premier tour de l'Open d'Australie. Quelques semaines après cette désillusion elle annonce le 26 février dans les colonnes de Vanity Fair mettre fin à sa carrière tennistique.

## Palmarès

### Titres en simple dames
| No | Date       | Nom et lieu du tournoi                      | Catégorie | Dotation     | Surface         | Finaliste              | Score          |          |
| -- | ---------- | ------------------------------------------- | --------- | ------------ | --------------- | ---------------------- | -------------- | -------- |
| 1  | 29-09-2003 | AIG Japan Open, Tokyo                       | Tier III  | 170 000 $    | Dur (ext.)      | Anikó Kapros           | 2-6, 6-2, 7-65 | Parcours |
| 2  | 27-10-2003 | Challenge Bell, Québec                      | Tier III  | 170 000 $    | Moquette (int.) | Milagros Sequera       | 6-2, 0-0, ab.  | Parcours |
| 3  | 07-06-2004 | DFS Classic, Birmingham                     | Tier III  | 170 000 $    | Gazon (ext.)    | Tatiana Golovin        | 4-6, 6-2, 6-1  | Parcours |
| 4  | 21-06-2004 | The Championships, Wimbledon                | G. Chelem | 6 063 070 $  | Gazon (ext.)    | Serena Williams        | 6-1, 6-4       | Parcours |
| 5  | 27-09-2004 | Hansol Korea Tennis Championships, Séoul    | Tier IV   | 140 000 $    | Dur (ext.)      | Marta Domachowska      | 6-1, 6-1       | Parcours |
| 6  | 04-10-2004 | AIG Japan Open Tennis Championships, Tokyo  | Tier III  | 170 000 $    | Dur (ext.)      | Mashona Washington     | 6-0, 6-1       | Parcours |
| 7  | 08-11-2004 | Tour Championships by Porsche, Los Angeles  | Masters   | 3 000 000 $  | Dur (int.)      | Serena Williams        | 4-6, 6-2, 6-4  | Parcours |
| 8  | 31-01-2005 | Toray Pan Pacific Open, Tokyo               | Tier I    | 1 300 000 $  | Moquette (int.) | Lindsay Davenport      | 6-1, 3-6, 7-65 | Parcours |
| 9  | 21-02-2005 | Qatar Total Open, Doha                      | Tier II   | 600 000 $    | Dur (ext.)      | Alicia Molik           | 4-6, 6-1, 6-4  | Parcours |
| 10 | 06-06-2005 | DFS Classic, Birmingham                     | Tier III  | 200 000 $    | Gazon (ext.)    | Jelena Janković        | 6-2, 4-6, 6-1  | Parcours |
| 11 | 06-03-2006 | Pacific Life Open, Indian Wells             | Tier I    | 2 100 000 $  | Dur (ext.)      | Elena Dementieva       | 6-1, 6-2       | Parcours |
| 12 | 31-07-2006 | Acura Classic, San Diego                    | Tier I    | 1 340 000 $  | Dur (ext.)      | Kim Clijsters          | 7-5, 7-5       | Parcours |
| 13 | 29-08-2006 | US Open, Flushing Meadows                   | G. Chelem | 8 332 000 $  | Dur (ext.)      | Justine Henin Hardenne | 6-4, 6-4       | Parcours |
| 14 | 16-10-2006 | Zurich Open, Zurich                         | Tier I    | 1 340 000 $  | Dur (int.)      | Daniela Hantuchová     | 6-1, 4-6, 6-3  | Parcours |
| 15 | 24-10-2006 | Generali Ladies, Linz                       | Tier II   | 600 000 $    | Dur (int.)      | Nadia Petrova          | 7-5, 6-2       | Parcours |
| 16 | 30-07-2007 | Acura Classic, San Diego                    | Tier I    | 1 340 000 $  | Dur (ext.)      | Patty Schnyder         | 6-2, 3-6, 6-0  | Parcours |
| 17 | 14-01-2008 | Australian Open, Melbourne                  | G. Chelem | 8 000 000 $  | Dur (ext.)      | Ana Ivanović           | 7-5, 6-3       | Parcours |
| 18 | 18-02-2008 | Qatar Total Open, Doha                      | Tier I    | 2 500 000 $  | Dur (ext.)      | Vera Zvonareva         | 6-1, 2-6, 6-0  | Parcours |
| 19 | 07-04-2008 | Bausch & Lomb Championships, Amelia Island  | Tier II   | 600 000 $    | Terre (ext.)    | Dominika Cibulková     | 7-67, 6-3      | Parcours |
| 20 | 27-09-2009 | Toray Pan Pacific Open, Tokyo               | Premier 5 | 2 000 000 $  | Dur (ext.)      | Jelena Janković        | 5-2, ab.       | Parcours |
| 21 | 15-02-2010 | M. Keegan & Cellular South Cup, Memphis     | Intern'l  | 220 000 $    | Dur (int.)      | Sofia Arvidsson        | 6-2, 6-1       | Parcours |
| 22 | 17-05-2010 | Internationaux de Strasbourg, Strasbourg    | Intern'l  | 220 000 $    | Terre (ext.)    | Kristina Barrois       | 7-5, 6-1       | Parcours |
| 23 | 09-05-2011 | Internazionali BNL d'Italia, Rome           | Premier 5 | 2 050 000 $  | Terre (ext.)    | Samantha Stosur        | 6-2, 6-4       | Parcours |
| 24 | 15-08-2011 | Western & Southern Open, Cincinnati         | Premier 5 | 2 050 000 $  | Dur (ext.)      | Jelena Janković        | 4-6, 7-63, 6-3 | Parcours |
| 25 | 23-04-2012 | Porsche Tennis Grand Prix, Stuttgart        | Premier   | 740 000 $    | Terre (int.)    | Victoria Azarenka      | 6-1, 6-4       | Parcours |
| 26 | 14-05-2012 | Internazionali BNL d'Italia, Rome           | Premier 5 | 2 168 400 $  | Terre (ext.)    | Li Na                  | 4-6, 6-4, 7-65 | Parcours |
| 27 | 27-05-2012 | Roland-Garros, Paris                        | G. Chelem | 11 315 740 $ | Terre (ext.)    | Sara Errani            | 6-3, 6-2       | Parcours |
| 28 | 04-03-2013 | BNP Paribas Open, Indian Wells              | PREMIER*  | 6 020 268 $  | Dur (ext.)      | Caroline Wozniacki     | 6-2, 6-2       | Parcours |
| 29 | 22-04-2013 | Porsche Tennis Grand Prix, Stuttgart        | Premier   | 795 707 $    | Terre (int.)    | Li Na                  | 6-4, 6-3       | Parcours |
| 30 | 21-04-2014 | Porsche Tennis Grand Prix, Stuttgart        | Premier   | 710 000 $    | Terre (int.)    | Ana Ivanović           | 3-6, 6-4, 6-1  | Parcours |
| 31 | 05-05-2014 | Mutua Madrid Open, Madrid                   | PREMIER*  | 4 236 425 $  | Terre (ext.)    | Simona Halep           | 1-6, 6-2, 6-3  | Parcours |
| 32 | 25-05-2014 | Roland-Garros, Paris                        | G. Chelem | 15 598 998 $ | Terre (ext.)    | Simona Halep           | 6-4, 6-75, 6-4 | Parcours |
| 33 | 27-09-2014 | China Open, Pékin                           | PREMIER*  | 5 427 105 $  | Dur (ext.)      | Petra Kvitová          | 6-4, 2-6, 6-3  | Parcours |
| 34 | 04-01-2015 | Brisbane International by Suncorp, Brisbane | Premier   | 1 000 000 $  | Dur (ext.)      | Ana Ivanović           | 6-74, 6-3, 6-3 | Parcours |
| 35 | 11-05-2015 | Internazionali BNL d'Italia, Rome           | Premier 5 | 2 707 664 $  | Terre (ext.)    | Carla Suárez Navarro   | 4-6, 7-5, 6-1  | Parcours |
| 36 | 09-10-2017 | Tianjin Open, Tianjin                       | Intern'l  | 500 000 $    | Dur (ext.)      | Aryna Sabalenka        | 7-5, 7-68      | Parcours |

### Finales en simple dames
| No | Date       | Nom et lieu du tournoi                      | Catégorie     | Dotation     | Surface      | Vainqueure             | Score          |          |
| -- | ---------- | ------------------------------------------- | ------------- | ------------ | ------------ | ---------------------- | -------------- | -------- |
| 1  | 18-10-2004 | Swisscom Challenge, Zurich                  | Tier I        | 1 300 000 $  | Dur (int.)   | Alicia Molik           | 4-6, 6-2, 6-3  | Parcours |
| 2  | 23-03-2005 | NASDAQ-100 Open, Miami                      | Tier I        | 3 115 000 $  | Dur (ext.)   | Kim Clijsters          | 6-3, 7-5       | Parcours |
| 3  | 20-02-2006 | Duty Free Women’s Open, Dubaï               | Tier II       | 1 000 000 $  | Dur (ext.)   | Justine Henin Hardenne | 7-5, 6-2       | Parcours |
| 4  | 20-03-2006 | NASDAQ-100 Open, Miami                      | Tier I        | 3 450 000 $  | Dur (ext.)   | Svetlana Kuznetsova    | 6-4, 6-3       | Parcours |
| 5  | 15-01-2007 | Australian Open, Melbourne                  | G. Chelem     | 6 737 973 $  | Dur (ext.)   | Serena Williams        | 6-1, 6-2       | Parcours |
| 6  | 11-06-2007 | DFS Classic, Birmingham                     | Tier III      | 200 000 $    | Gazon (ext.) | Jelena Janković        | 4-6, 6-3, 7-5  | Parcours |
| 7  | 05-11-2007 | Sony Ericsson Championships, Madrid         | Masters       | 3 000 000 $  | Dur (int.)   | Justine Henin          | 5-7, 7-5, 6-3  | Parcours |
| 8  | 17-08-2009 | Coupe Rogers, Toronto                       | Premier 5     | 2 000 000 $  | Dur (ext.)   | Elena Dementieva       | 6-4, 6-3       | Parcours |
| 9  | 07-06-2010 | Aegon Classic, Birmingham                   | Intern'l      | 220 000 $    | Gazon (ext.) | Li Na                  | 7-5, 6-1       | Parcours |
| 10 | 26-07-2010 | Bank of the West Classic, Stanford          | Premier       | 700 000 $    | Dur (ext.)   | Victoria Azarenka      | 6-4, 6-1       | Parcours |
| 11 | 09-08-2010 | Western & Southern Open, Cincinnati         | Premier 5     | 2 000 000 $  | Dur (ext.)   | Kim Clijsters          | 2-6, 7-64, 6-2 | Parcours |
| 12 | 21-03-2011 | Sony Ericsson Open, Miami                   | PREMIER*      | 4 500 000 $  | Dur (ext.)   | Victoria Azarenka      | 6-1, 6-4       | Parcours |
| 13 | 20-06-2011 | The Championships, Wimbledon                | G. Chelem     | 10 141 303 $ | Gazon (ext.) | Petra Kvitová          | 6-3, 6-4       | Parcours |
| 14 | 16-01-2012 | Australian Open, Melbourne                  | G. Chelem     | 12 122 762 $ | Dur (ext.)   | Victoria Azarenka      | 6-3, 6-0       | Parcours |
| 15 | 07-03-2012 | BNP Paribas Open, Indian Wells              | PREMIER*      | 5 536 664 $  | Dur (ext.)   | Victoria Azarenka      | 6-2, 6-3       | Parcours |
| 16 | 20-03-2012 | Sony Ericsson Open, Miami                   | PREMIER*      | 4 828 050 $  | Dur (ext.)   | Agnieszka Radwańska    | 7-5, 6-4       | Parcours |
| 17 | 28-07-2012 | Olympic Tennis Event, Wimbledon             | J. olympiques | NC           | Gazon (ext.) | Serena Williams        | 6-0, 6-1       | Parcours |
| 18 | 29-09-2012 | China Open, Pékin                           | PREMIER*      | 4 828 050 $  | Dur (ext.)   | Victoria Azarenka      | 6-3, 6-1       | Parcours |
| 19 | 23-10-2012 | TEB BNP Paribas WTA Championships, Istanbul | Masters       | 4 900 000 $  | Dur (int.)   | Serena Williams        | 6-4, 6-3       | Parcours |
| 20 | 18-03-2013 | Sony Open Tennis, Miami                     | PREMIER*      | 5 185 625 $  | Dur (ext.)   | Serena Williams        | 4-6, 6-3, 6-0  | Parcours |
| 21 | 06-05-2013 | Mutua Madrid Open, Madrid                   | PREMIER*      | 5 137 962 $  | Terre (ext.) | Serena Williams        | 6-1, 6-4       | Parcours |
| 22 | 26-05-2013 | Roland-Garros, Paris                        | G. Chelem     | 12 957 474 $ | Terre (ext.) | Serena Williams        | 6-4, 6-4       | Parcours |
| 23 | 19-01-2015 | Australian Open, Melbourne                  | G. Chelem     | 15 561 973 $ | Dur (ext.)   | Serena Williams        | 6-3, 7-65      | Parcours |

### Titres en double dames
| No | Date       | Nom et lieu du tournoi | Catégorie | Dotation  | Surface      | Partenaire          | Finalistes                          | Score     |          |
| -- | ---------- | ---------------------- | --------- | --------- | ------------ | ------------------- | ----------------------------------- | --------- | -------- |
| 1  | 29-09-2003 | AIG Japan Open Tokyo   | Tier III  | 170 000 $ | Dur (ext.)   | Tamarine Tanasugarn | Ansley Cargill Ashley Harkleroad    | 7-61, 6-0 | Parcours |
| 2  | 20-10-2003 | SEAT Open Luxembourg   | Tier III  | 225 000 $ | Dur (int.)   | Tamarine Tanasugarn | Elena Tatarkova Marlene Weingärtner | 6-1, 6-4  | Parcours |
| 3  | 07-06-2004 | DFS Classic Birmingham | Tier III  | 170 000 $ | Gazon (ext.) | Maria Kirilenko     | Lisa McShea Milagros Sequera        | 6-2, 6-1  | Parcours |

### Finale en double dames
| No | Date       | Nom et lieu du tournoi                     | Catégorie | Dotation  | Surface    | Vainqueures            | Partenaire     | Score     |          |
| -- | ---------- | ------------------------------------------ | --------- | --------- | ---------- | ---------------------- | -------------- | --------- | -------- |
| 1  | 16-02-2004 | Kroger St. Jude Cellular South Cup Memphis | Tier III  | 190 000 $ | Dur (int.) | Åsa Svensson Meilen Tu | Vera Zvonareva | 6-4, 7-60 | Parcours |

## Parcours en Grand Chelem

### Victoires (5)
| Année | Tournoi           | Adversaire en finale | Score          |
| 2004  | Wimbledon         | Serena Williams      | 6-1, 6-4       |
| 2006  | US Open           | Justine Henin        | 6-4, 6-4       |
| 2008  | Open d'Australie  | Ana Ivanović         | 7-5, 6-3       |
| 2012  | Roland-Garros     | Sara Errani          | 6-3, 6-2       |
| 2014  | Roland-Garros (2) | Simona Halep         | 6-4, 65-7, 6-4 |

### Finales (5)
| Année | Tournoi              | Adversaire en finale | Score     |
| 2007  | Open d'Australie     | Serena Williams      | 1-6, 2-6  |
| 2011  | Wimbledon            | Petra Kvitová        | 3-6, 4-6  |
| 2012  | Open d'Australie (2) | Victoria Azarenka    | 3-6, 0-6  |
| 2013  | Roland-Garros        | Serena Williams      | 4-6, 4-6  |
| 2015  | Open d'Australie (3) | Serena Williams      | 3-6, 65-7 |

### En simple dames
| Année | Open d'Australie | Open d'Australie   | Internationaux de France | Internationaux de France | Wimbledon       | Wimbledon           | US Open         | US Open              |
| ----- | ---------------- | ------------------ | ------------------------ | ------------------------ | --------------- | ------------------- | --------------- | -------------------- |
| 2003  | 1er tour (1/64)  | Klára Koukalová    | 1er tour (1/64)          | Magüi Serna              | 1/8 de finale   | Svetlana Kuznetsova | 2e tour (1/32)  | Émilie Loit          |
| 2004  | 3e tour (1/16)   | Anastasia Myskina  | 1/4 de finale            | Paola Suárez             | Victoire        | Serena Williams     | 3e tour (1/16)  | Mary Pierce          |
| 2005  | 1/2 finale       | Serena Williams    | 1/4 de finale            | Justine Henin            | 1/2 finale      | Venus Williams      | 1/2 finale      | Kim Clijsters        |
| 2006  | 1/2 finale       | Justine Henin      | 1/8 de finale            | Dinara Safina            | 1/2 finale      | Amélie Mauresmo     | Victoire        | Justine Henin        |
| 2007  | Finale           | Serena Williams    | 1/2 finale               | Ana Ivanović             | 1/8 de finale   | Venus Williams      | 3e tour (1/16)  | Agnieszka Radwańska  |
| 2008  | Victoire         | Ana Ivanović       | 1/8 de finale            | Dinara Safina            | 2e tour (1/32)  | Alla Kudryavtseva   | —               | —                    |
| 2009  | —                | —                  | 1/4 de finale            | Dominika Cibulková       | 2e tour (1/32)  | Gisela Dulko        | 3e tour (1/16)  | Melanie Oudin        |
| 2010  | 1er tour (1/64)  | Maria Kirilenko    | 3e tour (1/16)           | Justine Henin            | 1/8 de finale   | Serena Williams     | 1/8 de finale   | Caroline Wozniacki   |
| 2011  | 1/8 de finale    | Andrea Petkovic    | 1/2 finale               | Li Na                    | Finale          | Petra Kvitová       | 3e tour (1/16)  | Flavia Pennetta      |
| 2012  | Finale           | Victoria Azarenka  | Victoire                 | Sara Errani              | 1/8 de finale   | Sabine Lisicki      | 1/2 finale      | Victoria Azarenka    |
| 2013  | 1/2 finale       | Li Na              | Finale                   | Serena Williams          | 2e tour (1/32)  | M. L. de Brito      | —               | —                    |
| 2014  | 1/8 de finale    | Dominika Cibulková | Victoire                 | Simona Halep             | 1/8 de finale   | Angelique Kerber    | 1/8 de finale   | Caroline Wozniacki   |
| 2015  | Finale           | Serena Williams    | 1/8 de finale            | Lucie Šafářová           | 1/2 finale      | Serena Williams     | —               | —                    |
| 2016  | 1/4 de finale    | Serena Williams    | —                        | —                        | —               | —                   | —               | —                    |
| 2017  | —                | —                  | —                        | —                        | —               | —                   | 1/8 de finale   | Anastasija Sevastova |
| 2018  | 3e tour (1/16)   | Angelique Kerber   | 1/4 de finale            | Garbiñe Muguruza         | 1er tour (1/64) | Vitalia Diatchenko  | 1/8 de finale   | Carla Suárez         |
| 2019  | 1/8 de finale    | Ashleigh Barty     | —                        | —                        | 1er tour (1/64) | Pauline Parmentier  | 1er tour (1/64) | Serena Williams      |
| 2020  | 1er tour (1/64)  | Donna Vekić        | —                        | —                        | Annulé          | Annulé              | —               | —                    |

N.B. : à droite du résultat se trouve le nom de l'ultime adversaire.

### En double dames
| Année | Open d'Australie                                                                        | Open d'Australie | Internationaux de France | Internationaux de France | Wimbledon | Wimbledon                                                                               | US Open | US Open |
| ----- | --------------------------------------------------------------------------------------- | ---------------- | ------------------------ | ------------------------ | --------- | --------------------------------------------------------------------------------------- | ------- | ------- |
| 2003  | 2e tour (1/16) M. Bartoli \|\| style="text-align:left;" \| V. Ruano P. Suárez           | —                | —                        | —                        | —         | 2e tour (1/16) L. Raymond \|\| style="text-align:left;" \| S. Kuznetsova M. Navrátilová |         |         |
| 2004  | 2e tour (1/16) T. Tanasugarn \|\| style="text-align:left;" \| N. Petrova M. Shaughnessy | —                | —                        | —                        | —         | —                                                                                       | —       |         |

N.B. : le nom de la partenaire se trouve sous le résultat ; les noms des ultimes adversaires se trouvent à droite.

### En double mixte
| Année | Open d'Australie | Open d'Australie | Internationaux de France | Internationaux de France | Wimbledon | Wimbledon | US Open                                                                        | US Open |
| ----- | ---------------- | ---------------- | ------------------------ | ------------------------ | --------- | --------- | ------------------------------------------------------------------------------ | ------- |
| 2004  | —                | —                | —                        | —                        | —         | —         | 1/4 de finale M. Mirny \|\| style="text-align:left;" \| M. Navrátilová L. Paes |         |

N.B. : le nom du partenaire se trouve sous le résultat ; les noms des ultimes adversaires se trouvent à droite.

## Parcours en «Premier Mandatory» et «Premier 5»
Découlant d'une réforme du circuit WTA inaugurée en 2009, les tournois WTA « Premier Mandatory » et « Premier 5 » constituent les catégories d'épreuves les plus prestigieuses, après les quatre levées du Grand Chelem.

### En simple dames
| Année |       |                              |                |                           |                             |                             |                           |                              |                            |                           |  |                             |
| Doha  | Dubaï | Indian Wells                 | Miami          | Madrid                    | Rome                        | Canada                      | Cincinnati                | Pékin                        |                            | Tokyo                     |  |                             |
| Doha  | Dubaï | Indian Wells                 | Miami          | Madrid                    | Rome                        | Canada                      | Cincinnati                | Pékin                        | Wuhan                      |                           |  |                             |
| Doha  | Dubaï | Indian Wells                 | Miami          | Madrid                    | Rome                        | Canada                      | Cincinnati                | Pékin                        | Guadalajara                |                           |  |                             |
| 2009  |       | Hors calendrier              |                |                           |                             |                             |                           | Finale E. Dementieva         |                            | 3e tour (1/8) Peng S.     |  | Victoire J. Janković        |
| 2010  |       | Hors calendrier              |                | 3e tour (1/16) Zheng J.   |                             | 1er tour (1/32) L. Šafářová |                           |                              | Finale K. Clijsters        | 2e tour (1/16) E. Vesnina |  | 1er tour (1/32) K. Date     |
| 2011  |       | Hors catégorie               |                | 1/2 finale C. Wozniacki   | Finale V. Azarenka          | 3e tour (1/8) D. Cibulková  | Victoire S. Stosur        | 3e tour (1/8) G. Voskoboeva  | Victoire J. Janković       |                           |  | 1/4 de finale P. Kvitová    |
| 2012  |       |                              | Hors catégorie | Finale V. Azarenka        | Finale A. Radwańska         | 1/4 de finale S. Williams   | Victoire Li N.            |                              |                            | Finale V. Azarenka        |  | 1/4 de finale S. Stosur     |
| 2013  |       | 1/2 finale S. Williams       | Hors catégorie | Victoire C. Wozniacki     | Finale S. Williams          | Finale S. Williams          | 1/4 de finale S. Errani   |                              | 2e tour (1/16) S. Stephens |                           |  |                             |
| 2014  |       |                              | Hors catégorie | 3e tour (1/16) C. Giorgi  | 1/2 finale S. Williams      | Victoire S. Halep           | 3e tour (1/8) A. Ivanović | 3e tour (1/8) C. Suárez      | 1/2 finale A. Ivanović     | Victoire P. Kvitová       |  | 3e tour (1/8) T. Bacsinszky |
| 2015  |       | Hors catégorie               |                | 4e tour (1/8) F. Pennetta | 2e tour (1/32) D. Gavrilova | 1/2 finale S. Kuznetsova    | Victoire C. Suárez        |                              |                            |                           |  | 2e tour (1/16) B. Strýcová  |
| 2017  |       | Hors catégorie               |                |                           |                             | 2e tour (1/16) E. Bouchard  | 2e tour (1/16) M. Lučić   |                              |                            | 3e tour (1/8) S. Halep    |  |                             |
| 2018  |       | 1er tour (1/32) M. Niculescu | Hors catégorie | 1er tour (1/64) N. Osaka  |                             | 1/4 de finale K. Bertens    | 1/2 finale S. Halep       | 3e tour (1/8) C. Garcia      |                            |                           |  |                             |
| 2019  |       | Hors catégorie               |                |                           |                             |                             |                           | 1er tour (1/32) A. Kontaveit | 2e tour (1/16) A. Barty    |                           |  |                             |

Sous le résultat, l’ultime adversaire.
1. 1 2   Les tournois de Doha et Dubaï alternent le statut de tournoi WTA 1000 (ex Premier 5) entre 2009 et 2023 : les trois premières éditions ont lieu à Dubaï, les trois suivantes à Doha, puis Dubaï accueille le tournoi de cette catégorie les années impaires et Dubaï les années paires. De 2011 à 2023, la ville qui n’accueille pas de WTA 1000 organise à la place un tournoi WTA 500 (ex Premier).
2. 1 2 3 4 5 6 7 8   L’ordre de déroulement des tournois a évolué depuis 2009 : Rome se dispute avant Madrid et Cincinnati avant Montréal/Toronto jusqu’en 2010, tandis que Tokyo/Wuhan/Guadalajara ont lieu avant Pékin jusqu’en 2023.

### En double dames
| 2009                                                                       |   |   |   |   |   |   |   |   |  |  |   |   |   |   |   |   |   |   |  |  |
| 1er tour (1/16) Vesnina \|\| style="text-align:left;" \| Makarova Poutchek | — | — | — | — | — | — | — | — |  |  | — | — | — | — | — | — | — | — |  |  |

N.B. : le nom de la partenaire se trouve sous le résultat ; les noms des ultimes adversaires se trouvent à droite.

## Parcours aux Masters

### En simple dames
| # | Date       | Nom de l'édition                              | ($)       | Surface    | Résultat               | Ultime adversaire   | Score           |          |
| - | ---------- | --------------------------------------------- | --------- | ---------- | ---------------------- | ------------------- | --------------- | -------- |
| 1 | 08/11/2004 | Tour Championships by Porsche Los Angeles     | 3 000 000 | Dur (int.) | Victoire               | Serena Williams     | 4-6, 6-2, 6-4   | Parcours |
| 2 | 07/11/2005 | Tour Championships by Porsche Los Angeles     | 3 000 000 | Dur (int.) | 1/2 finale             | Amélie Mauresmo     | 7-61, 6-3       | Parcours |
| 3 | 06/11/2006 | Sony Ericsson Championships Madrid            | 3 000 000 | Dur (int.) | 1/2 finale             | Justine Henin       | 6-2, 7-65       | Parcours |
| 4 | 05/11/2007 | Sony Ericsson Championships Madrid            | 3 000 000 | Dur (int.) | Finale                 | Justine Henin       | 5-7, 7-5, 6-3   | Parcours |
| 5 | 25/10/2011 | TEB BNP Paribas WTA Championships Istanbul    | 4 900 000 | Dur (int.) | Round Robin (défaite)  | Samantha Stosur     | 6-1, 7-5        | Parcours |
| 5 | 25/10/2011 | TEB BNP Paribas WTA Championships Istanbul    | 4 900 000 | Dur (int.) | Round Robin (défaite)  | Li Na               | 7-64, 6-4       | Parcours |
| 6 | 23/10/2012 | TEB BNP Paribas WTA Championships Istanbul    | 4 900 000 | Dur (int.) | Finale                 | Serena Williams     | 6-4, 6-3        | Parcours |
| 7 | 20/10/2014 | BNP Paribas WTA Finals Singapour              | 6 500 000 | Dur (int.) | Round Robin (défaite)  | Caroline Wozniacki  | 7-64, 6-75, 6-2 | Parcours |
| 7 | 20/10/2014 | BNP Paribas WTA Finals Singapour              | 6 500 000 | Dur (int.) | Round Robin (défaite)  | Petra Kvitová       | 6-3, 6-2        | Parcours |
| 7 | 20/10/2014 | BNP Paribas WTA Finals Singapour              | 6 500 000 | Dur (int.) | Round Robin (victoire) | Agnieszka Radwańska | 7-5, 6-74, 6-2  | Parcours |
| 8 | 25/10/2015 | BNP Paribas WTA Finals by SC Global Singapour | 7 000 000 | Dur (int.) | 1/2 finale             | Petra Kvitová       | 6-3, 7-63       | Parcours |

## Parcours aux Jeux olympiques

### En simple dames
| # | Date       | Nom de l'olympiade             | Surface      | Résultat | Ultime adversaire | Score    |          |
| - | ---------- | ------------------------------ | ------------ | -------- | ----------------- | -------- | -------- |
| 1 | 28/07/2012 | Olympic Tennis Event Wimbledon | Gazon (ext.) | Argent   | Serena Williams   | 6-0, 6-1 | Parcours |

## Parcours en Fed Cup
| #                                                                    | Date       | Lieu            | Surface    | Gagnante(s)      | Perdante(s)         | Score         |          |
|                                                                      |            |                 |            |                  |                     |               |          |
| 2008 - 1/4 de finale (groupe mondial) - Israël - Russie - 1 : 4      |            |                 |            |                  |                     |               |          |
| 1                                                                    | 02/02/2008 | Ramat Ha-Sharon | Dur (ext.) | Maria Sharapova  | Tzipora Obziler     | 6-0, 6-4      | Parcours |
| 1                                                                    | 02/02/2008 | Ramat Ha-Sharon | Dur (ext.) | Maria Sharapova  | Shahar Peer         | 6-1, 6-1      | Parcours |
|                                                                      |            |                 |            |                  |                     |               |          |
| 2011 - 1/4 de finale (groupe mondial) - Russie - France - 3 : 2      |            |                 |            |                  |                     |               |          |
| 2                                                                    | 05/02/2011 | Moscou          | Dur (int.) | Virginie Razzano | Maria Sharapova     | 6-3, 6-4      | Parcours |
|                                                                      |            |                 |            |                  |                     |               |          |
| 2012 - 1er tour (groupe mondial) - Russie - Espagne - 3 : 2          |            |                 |            |                  |                     |               |          |
| 3                                                                    | 04/02/2012 | Moscou          | Dur (int.) | Maria Sharapova  | Sílvia Soler        | 6-2, 6-1      | Parcours |
|                                                                      |            |                 |            |                  |                     |               |          |
| 2015 - 1er tour (groupe mondial) - Pologne - Russie - 0 : 4          |            |                 |            |                  |                     |               |          |
| 4                                                                    | 07/02/2015 | Cracovie        | Dur (int.) | Maria Sharapova  | Urszula Radwańska   | 6-0, 6-3      | Parcours |
| 4                                                                    | 07/02/2015 | Cracovie        | Dur (int.) | Maria Sharapova  | Agnieszka Radwańska | 6-1, 7-5      | Parcours |
|                                                                      |            |                 |            |                  |                     |               |          |
| 2015 - Finale (groupe mondial) - République tchèque - Russie - 3 : 2 |            |                 |            |                  |                     |               |          |
| 5                                                                    | 14/11/2015 | Prague          | Dur (int.) | Maria Sharapova  | Karolína Plíšková   | 6-3, 6-4      | Parcours |
| 5                                                                    | 14/11/2015 | Prague          | Dur (int.) | Maria Sharapova  | Petra Kvitová       | 3-6, 6-4, 6-2 | Parcours |

## Classements WTA en fin de saison

### En simple
| Année | 2002 | 2003 | 2004 | 2005 | 2006 | 2007 | 2008 | 2009 | 2010 | 2011 | 2012 | 2013 | 2014 | 2015 | 2016 | 2017 | 2018 | 2019 |
| Rang  | 186  | 32   | 4    | 4    | 2    | 5    | 9    | 14   | 18   | 4    | 2    | 4    | 2    | 4    | -    | 60   | 29   | 132  |

Source : (en) Classements de Maria Sharapova sur le site officiel de la Fédération internationale de tennis

### En double
Classements à l’issue de chaque saison (2003-2004)
| Année | 2003 | 2004 |
| Rang  | 79   | 83   |

Source : (en) Classements de Maria Sharapova sur le site officiel de la Fédération internationale de tennis

### Périodes au rang de numéro un mondiale
| # | Précédée par           | Dates                   | Suivie par        | Nombre de semaines | Cumul |
| - | ---------------------- | ----------------------- | ----------------- | ------------------ | ----- |
| 1 | Lindsay Davenport      | 22/08/2005 - 28/08/2005 | Lindsay Davenport | 1                  | 1     |
| 2 | Lindsay Davenport      | 12/09/2005 - 23/10/2005 | Lindsay Davenport | 6                  | 7     |
| 3 | Justine Henin Hardenne | 29/01/2007 - 18/03/2007 | Justine Henin     | 7                  | 14    |
| 4 | Justine Henin          | 19/05/2008 - 08/06/2008 | Ana Ivanović      | 3                  | 17    |
| 5 | Victoria Azarenka      | 11/06/2012 - 08/07/2012 | Victoria Azarenka | 4                  | 21    |

## Records et statistiques

### Confrontations avec ses principales adversaires
Confrontations lors des différents tournois WTA avec ses principaux adversaires (5 confrontations minimum et avoir été membre du top 10). Classement par pourcentage de victoires. Situation au 24 mai 2018 :

## Hors des courts
Profitant de son immense notoriété, Maria Sharapova signe des contrats publicitaires avec de nombreuses grandes marques et devient l'une des sportives les mieux rémunérées de la planète. Depuis la saison 2004-2005 le magazine Forbes la place en tête du classement des sportives les mieux payées du monde. Elle est, entre autres, l'égérie de Nike, Head, Cole Haan, Évian, Samsung, Porsche, ou encore de TAG Heuer. Elle a anciennement collaboré avec Prince, Land Rover, Sony Ericsson, Canon, Colgate-Palmolive, PepsiCo, Parlux Fragrances, Motorola ou encore Tiffany&Co. Elle tire également parti de son physique avantageux pour poser dans divers magazines,. En 2012 elle crée sa propre marque de candies/chocolat Sugarpova puis le revend en 2021. Le 20 mai 2015, deux paires de basket sont sorties en collaboration avec Nike et Colette. 
Maria Sharapova s'est impliquée dans plusieurs œuvres caritatives. Elle a ainsi fondé une association portant son nom qui vise à faire découvrir le tennis aux enfants dans les régions défavorisées. Elle est également ambassadrice itinérante du Programme des Nations unies pour le développement de février 2007 à mars 2016. Notamment, elle met en avant le manque d’eau douce en Afrique, la toxicomanie tel que le Meldonium dans les pays en développement et la préservation des richesses naturelles du monde. D’après elle, sa première conférence de presse à l’ONU était l’un des moments les plus durs de sa carrière[réf. souhaitée].
Elle a été en couple avec des personnalités comme Adam Levine, Andy Roddick, Charlie Ebersol, Saša Vujačić.
Elle était fiancée avec le Slovène Saša Vujačić, un basketteur qui évoluait dans la NBA avec les Nets du New Jersey. Elle a démenti le 28 août les rumeurs qui annonçaient son mariage en novembre 2012 avant d'annoncer qu'ils se sont séparés durant le printemps.
De fin 2012 à juillet 2015, elle est en couple avec le joueur de tennis bulgare Grigor Dimitrov.
Le 7 mars 2016, après avoir convoqué une conférence de presse, elle annonce avoir été contrôlée positive au Mildronate, à l'Open d'Australie qui s'était déroulé quelques mois plus tôt. Elle annonce : « J'ai pris ce médicament pour la première fois en 2006. J'avais eu plusieurs problèmes de santé à l'époque. Je tombais malade très souvent, je souffrais d'une carence en magnésium et il y avait du diabète dans ma famille. J'avais des signes de diabète. Ce médicament est l'un de ceux, parmi d'autres, que j'ai pris ». Avant d'ajouter : « J'ai fait une énorme erreur. Je n'ai pas regardé la liste des produits interdits en 2016. J'ai laissé tomber mes fans, j'ai laissé tomber le sport. Je ne veux pas que ma carrière se termine de cette manière. J'espère que j'aurai une autre chance ».
En 2018, Maria est en couple avec Alexander Gilkes, co-créateur de Paddle8, site d'enchères d’œuvres d'arts. La même année, elle fait aussi une apparition dans la troisième saison de la série Billions. L'année 2018 est également marquée par l'apparition de Sharapova sur le grand écran. La Russe fait un caméo dans le film Ocean's Eight.
En avril 2022, elle annonce, avec son fiancé, Alexander Gilkes, un marchand d'art britannique, être enceinte de son premier enfant. Le bébé naît le 1er juillet 2022 et se prénomme Théodore.

## Pour aller plus loin

### Vidéographie
- (en) Maria Sharapova: The Point [vidéo], IMG Films, 20 juin 2017, 55 minutes.